# Universidade Tuskegee
A Universidade Tuskegee (em inglês:  Tuskegee University; Tuskegee ou TU; anteriormente conhecida como Instituto Tuskegee) é uma universidade privada, historicamente negra, com concessão de terras [en] em Tuskegee, Alabama. Foi fundada em 4 de julho de 1881 pela  Legislatura do Alabama.
O campus foi designado como o Sítio Histórico Nacional do Instituto Tuskegee pelo Serviço Nacional de Parques em 1974. A universidade foi o lar de várias figuras afro-americanas importantes, incluindo o fundador e primeiro diretor/presidente Booker T. Washington, o cientista George Washington Carver e os aviadores de Tuskegee da Segunda Guerra Mundial.
A Tuskegee University oferece 43 programas de bacharelado, incluindo um programa de graduação profissional reconhecido de cinco anos em arquitetura, 17 programas de mestrado e 5 programas de doutorado, incluindo o Doutorado em Medicina Veterinária. Tuskegee abriga cerca de 3 000 alunos de todos os Estados Unidos e de mais de 30 países.
O campus de Tuskegee foi projetado pelo arquiteto Robert Robinson Taylor [en], o primeiro afro-americano a se formar no Instituto de Tecnologia de Massachusetts, em conjunto com  David Williston, o primeiro arquiteto paisagista afro-americano profissionalmente treinado.

## História

### Planejamento e fundação
A escola foi fundada em 4 de julho de 1881, com o nome de Tuskegee Normal School for Colored Teachers (Escola Normal de Tuskegee para professores negros). Esse foi o resultado de um acordo feito durante as eleições de 1880 no Condado de Macon entre um ex-coronel confederado, W.F. Foster, que era candidato à reeleição para o Senado do Alabama, e um líder negro local, Lewis Adams [en]. W.F. Foster propôs que, se Adams conseguisse persuadir os eleitores negros a votar em Foster, este, se eleito, pressionaria o estado do Alabama a criar uma escola para negros no condado. A maioria da população do condado de Macon era negra, portanto, os eleitores negros tinham poder político. Adams foi bem-sucedido e Foster deu continuidade à construção da escola.
A escola tornou-se parte da expansão do ensino superior para negros nos antigos estados confederados após a Guerra Civil Americana, com muitas escolas fundadas pela American Missionary Association [en] do norte. Uma escola de formação de professores era o sonho de Lewis Adams, um ex-escravo, e George W. Campbell, um banqueiro, comerciante e ex-proprietário de escravos, que compartilhavam o compromisso com a educação das pessoas negras. Apesar de não ter recebido educação formal, Adams sabia ler, escrever e falar vários idiomas. Ele era um experiente latoeiro, fabricante de arreios e sapateiro, além de ser maçom da Prince Hall, um reconhecido líder da comunidade afro-americana no Condado de Macon, Alabama.

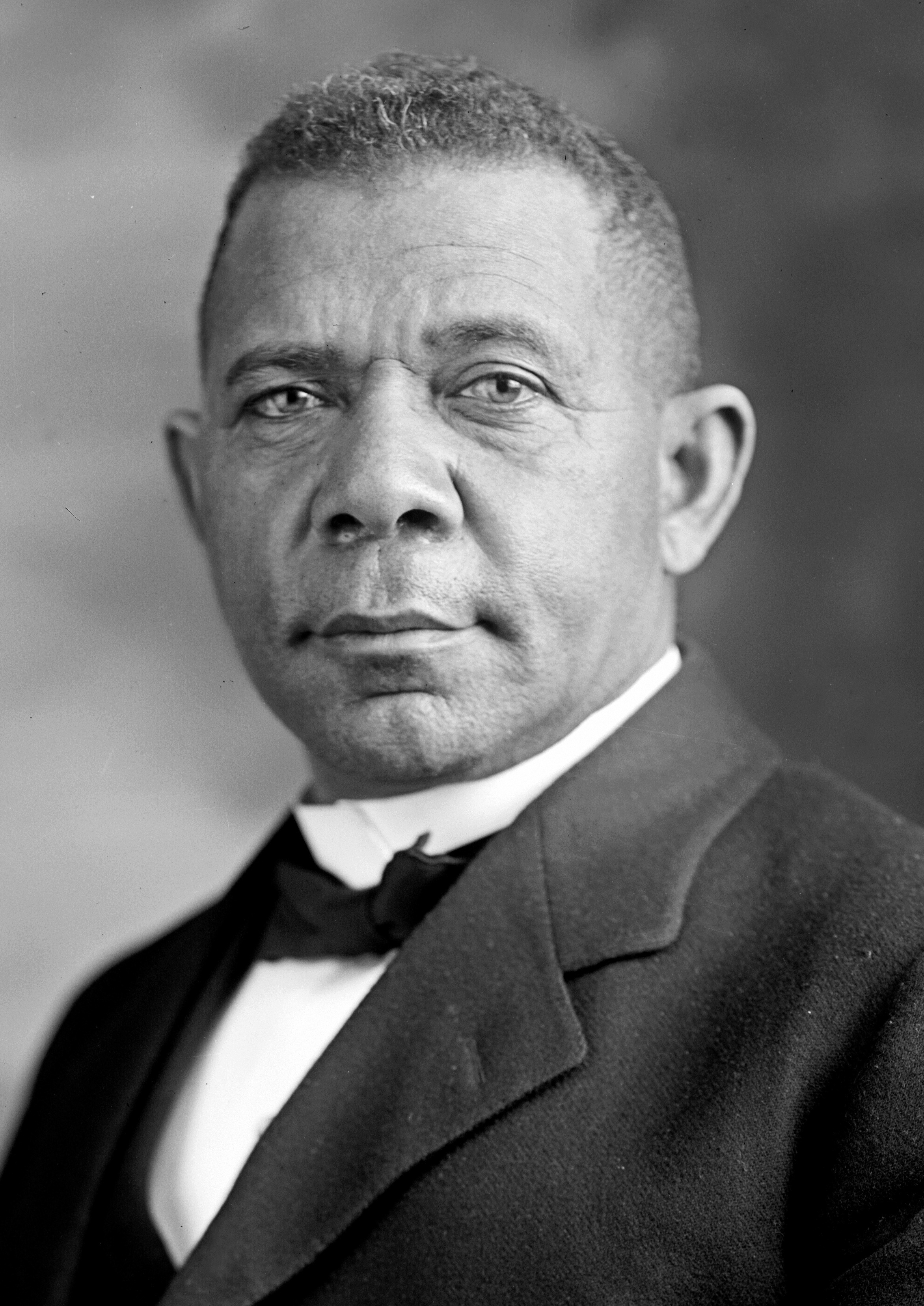
Booker T. Washington

Adams e Campbell haviam conseguido 2 000 dólares do Estado do Alabama para os salários dos professores, mas nada para terrenos, prédios ou equipamentos. Adams, Campbell (substituindo Thomas Dryer, que morreu após sua nomeação) e M. B. Swanson formaram o primeiro conselho de comissários de Tuskegee. Campbell escreveu para o Hampton Institute, na Virgínia, solicitando a recomendação de um professor para sua nova escola. Samuel C. Armstrong, diretor de Hampton e ex-general da União, recomendou Booker T. Washington, de 25 anos, ex-aluno e professor em Hampton.

Como diretor recém-contratado em Tuskegee, Booker T. Washington iniciou as aulas de sua nova escola em uma igreja e um barracão deteriorados. No ano seguinte (1882), ele comprou uma antiga plantação [en] de 100 acres. Em 1973, o Instituto Tuskegee, hoje Universidade Tuskegee, fez uma entrevista de história oral com Annie Lou “Bama” Miller. Nessa entrevista, ela indicou que sua avó vendeu os 100 acres de terra originais para Booker T. Washington. Essa entrevista de história oral encontra-se nos arquivos da Universidade de Tuskegee. Os primeiros edifícios do campus foram construídos nessa propriedade, geralmente por estudantes como parte de seu trabalho-estudo. No início do século XX, o Instituto Tuskegee ocupava quase 2 300 acres.

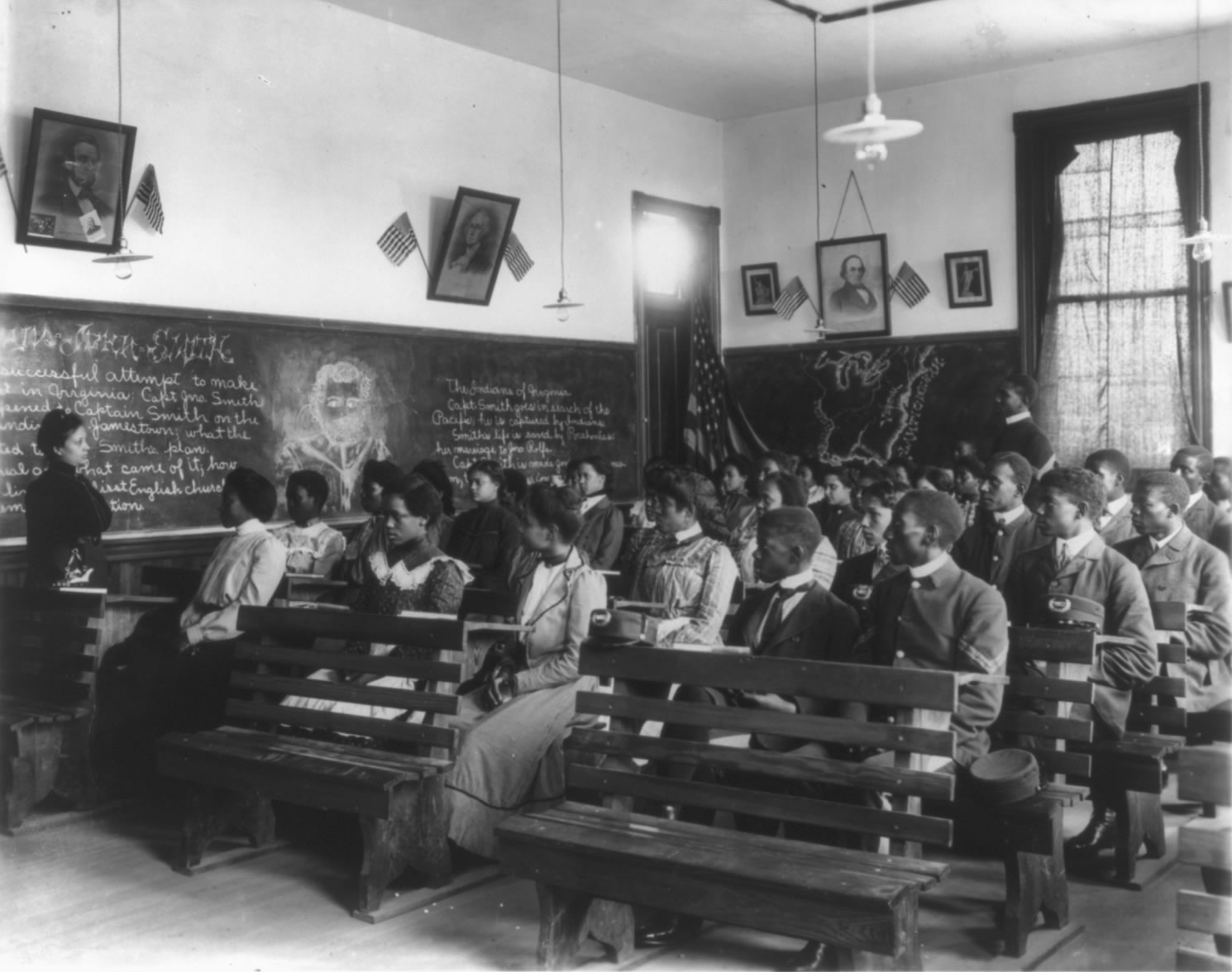
Aula de história em Tuskegee, 1902

Com base em sua experiência no Hampton Institute, Washington pretendia treinar os alunos em habilidades, moral e vida religiosa, além das matérias acadêmicas. Washington pediu aos professores que ele treinou que “voltassem aos distritos das plantações e mostrassem às pessoas de lá como colocar nova energia e novas ideias na agricultura, bem como na vida intelectual, moral e religiosa do povo”. A segunda esposa de Washington, Olivia A. Davidson [en], foi fundamental para o sucesso de Tuskegee. Como diretora assistente, ela trabalhou com Washington para angariar fundos de doadores em Massachusetts e, em poucos meses, eles conseguiram arrecadar o suficiente para comprar uma fazenda e construir um grande prédio escolar.
Gradualmente, foi desenvolvido um programa de extensão rural para levar ideias progressistas e treinamento àqueles que não podiam ir ao campus. Os ex-alunos de Tuskegee fundaram escolas e faculdades menores em todo o Sul; eles continuaram a enfatizar o treinamento de professores.

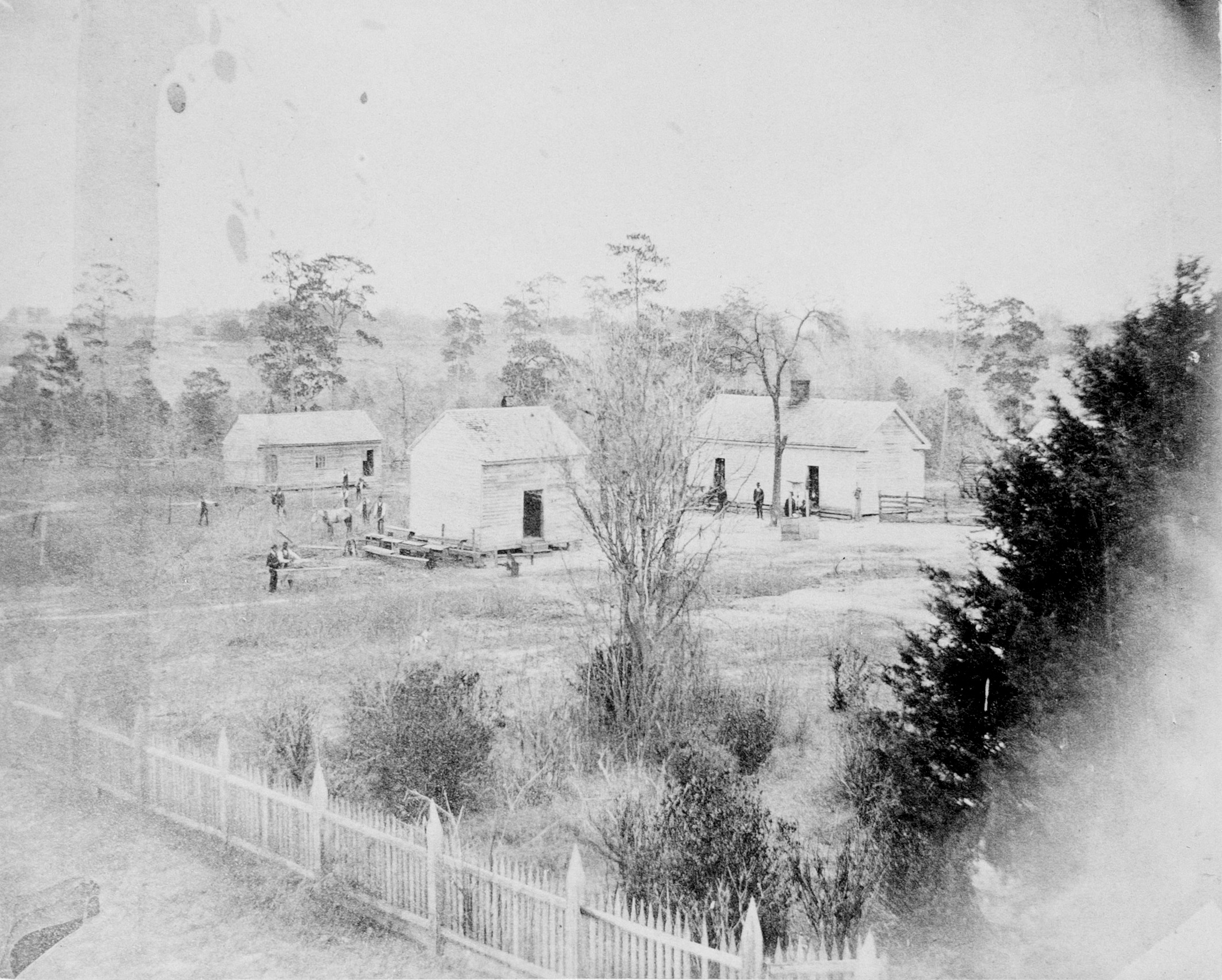
Edifícios originais do campus na plantação Miller, 1882

### 1881–1900
Considerado um porta-voz da educação “industrial” para negros, Washington desenvolveu uma rede de filantropos americanos ricos que fizeram doações para a escola, como Andrew Carnegie (financiando o prédio da biblioteca), Collis P. Huntington, John D. Rockefeller, Henry Huttleston Rogers, George Eastman e Elizabeth Milbank Anderson [en]. Um dos primeiros defensores do conceito de matchfunding, Henry H. Rogers foi um dos principais contribuintes anônimos da Tuskegee e de dezenas de outras escolas negras por mais de quinze anos. Há alguma discussão sobre se seu forte apoio à educação “industrial” era totalmente sincero ou, pelo menos, parcialmente uma estratégia para atrair grandes doadores, pois ele achava que a ideia de uma faculdade “industrial” os atrairia. A publicação do artigo “Industrial Education of the Negro” em uma importante revista destinada a leitores afro-americanos é uma evidência contra essa afirmação.
Graças aos esforços de recrutamento na ilha e aos contatos com o exército dos EUA, Tuskegee tinha uma população particularmente grande de alunos afro-cubanos durante esses anos. Após recrutamentos em pequena escala antes do ano letivo de 1898-99, a universidade rapidamente ganhou popularidade entre os afro-cubanos ambiciosos. Nas três primeiras décadas de existência da escola, dezenas de afro-cubanos se matricularam em Tuskegee todos os anos, tornando-se a maior população de alunos estrangeiros da escola.

### 1900–1915
Washington desenvolveu um relacionamento importante com Julius Rosenwald [en], um self-made man [en] que chegou ao topo da Sears, Roebuck and Company em Chicago, Illinois. Há muito tempo ele se preocupava com a falta de recursos educacionais para os negros, especialmente no Sul. Após se reunir com Washington, Rosenwald concordou em fazer parte da diretoria da Tuskegee. Ele também trabalhou com Washington para estimular o financiamento de escolas de formação de professores, como os institutos Tuskegee e Hampton.

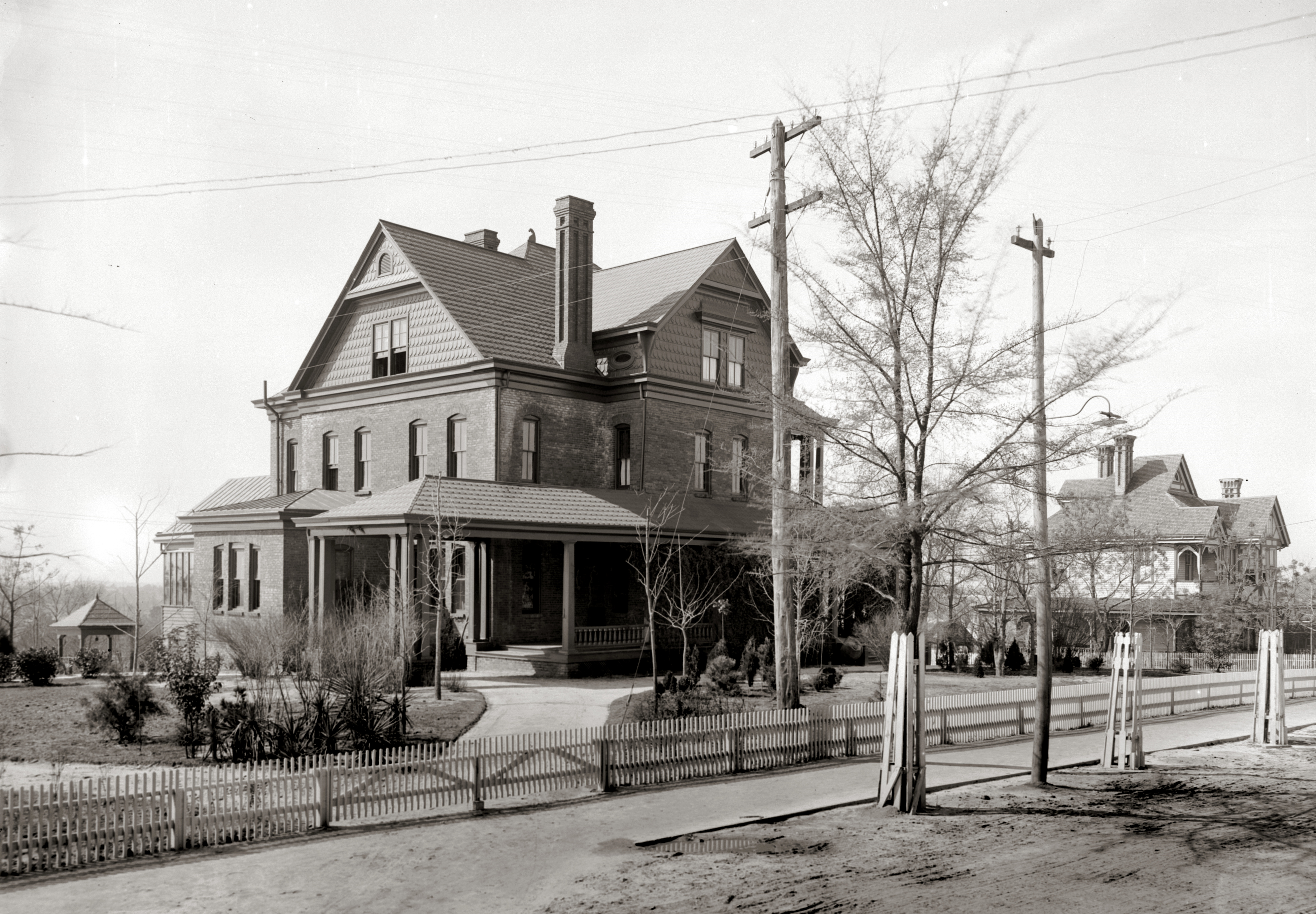
The Oaks, a casa de Booker T. Washington no campus de Tuskegee, c. 1906

Washington foi um incansável arrecadador de fundos para o instituto. Em 1905, ele deu início a uma campanha de arrecadação de fundos, levantando dinheiro em toda a América em 1906 para o 25º aniversário da instituição. Juntamente com doadores ricos, ele deu uma palestra no Carnegie Hall, em Nova York, em 23 de janeiro de 1906, chamada Tuskegee Institute Silver Anniversary Lecture [en], na qual Mark Twain discursou.
Começando com um programa piloto em 1912, Rosenwald criou escolas rurais modelo e estimulou a construção de novas escolas em todo o Sul. Os arquitetos de Tuskegee desenvolveram os planos dos modelos, e alguns estudantes ajudaram a construir as escolas. Rosenwald criou um fundo, mas exigiu que as comunidades levantassem fundos equivalentes, para incentivar a colaboração local entre negros e brancos. Rosenwald e Washington estimularam a construção e a operação de mais de 5 000 pequenas escolas comunitárias e recursos de apoio para a educação de negros em toda a zona rural do Sul até a década de 1930.
Apesar de suas viagens e de seu amplo trabalho, Washington continuou como diretor da Tuskegee. Preocupado com a saúde do educador, Rosenwald o incentivou a diminuir seu ritmo. Em 1915, Washington morreu aos 59 anos, em decorrência de pressão alta. Quando ele morreu, o fundo patrimonial de Tuskegee ultrapassava 1,5 milhão de dólares. Washington foi enterrado no campus, próximo à capela.

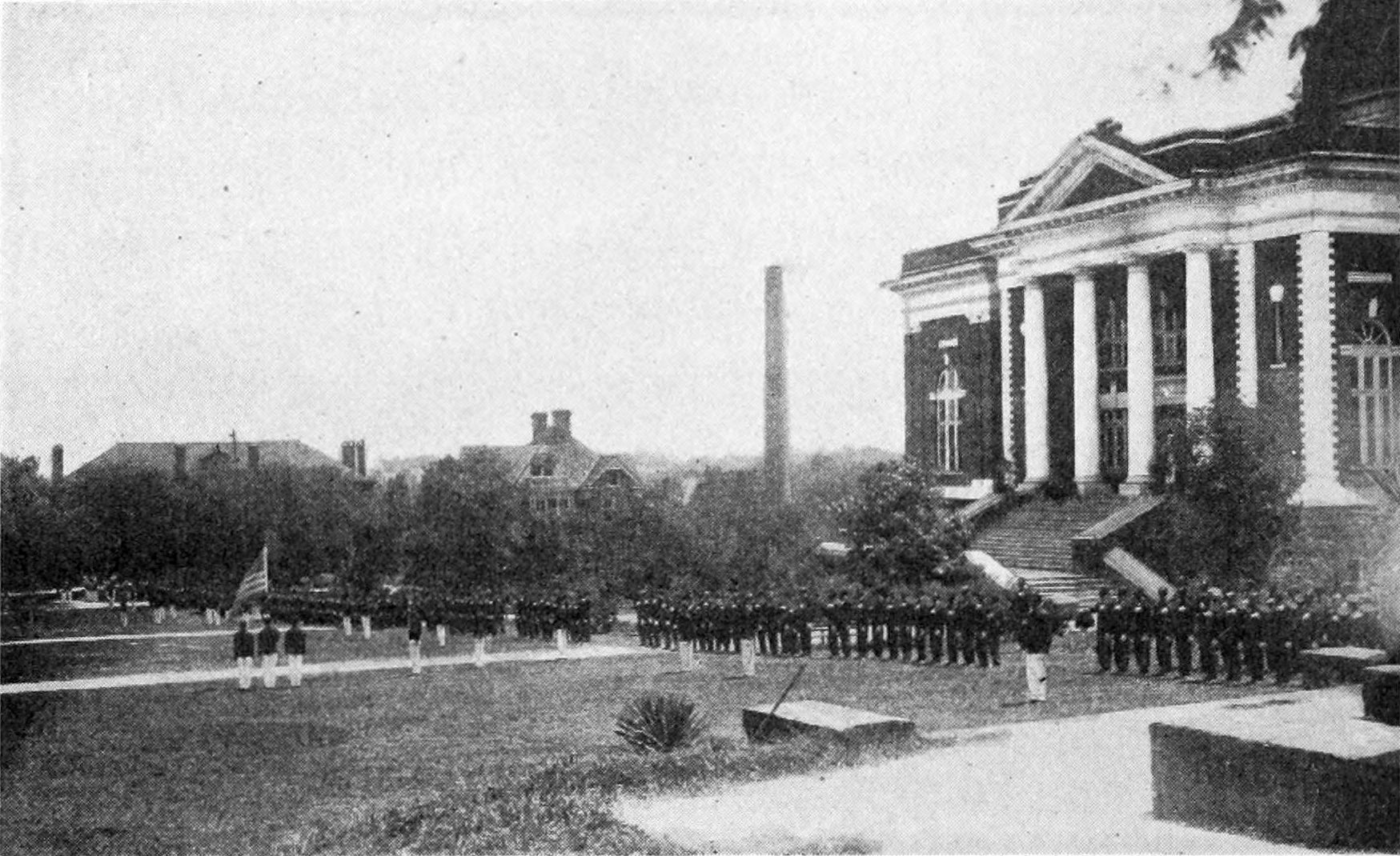
Instituto Tuskegee, c. 1916

Tuskegee, em cooperação com a atividade missionária da igreja, trabalhou para estabelecer programas de treinamento industrial na África.

### 1915–1940
Após a morte de Washington, ele foi sucedido como diretor por Robert Russa Moton [en] pelos 20 anos seguintes.
Os anos após a Primeira Guerra Mundial desafiaram a base do Instituto Tuskegee. O ensino ainda era visto como uma vocação essencial, mas a sociedade sulista estava mudando rapidamente. Atraídos pelo crescimento dos empregos industriais no Norte, incluindo a rápida expansão da Pennsylvania Railroad, sofrendo perdas de emprego devido ao caruncho e à crescente mecanização da agricultura, e fugindo da violência extrajudicial, centenas de milhares de negros rurais se mudaram do Sul para as cidades industriais do Norte e do Meio-Oeste na Grande Migração. Um total de 1,5 milhão de pessoas se mudou durante esse período. No Sul, a industrialização estava ocorrendo em cidades como Birmingham, Alabama e outras áreas em expansão. Os cursos em Tuskegee, baseados em uma economia agrícola, tiveram que mudar. Durante e após a Segunda Guerra Mundial, a migração para o Norte continuou, com a Califórnia sendo incluída como destino devido a seus setores de defesa. Um total de 5 milhões de sulistas negros se deslocaram para fora do Sul de 1940 a 1970.

### Experimento de sífilis de Tuskegee
De 1932 a 1972, o Instituto Tuskegee colaborou com o governo dos Estados Unidos no experimento de sífilis de Tuskegee, por meio do qual foram estudados os efeitos da sífilis deliberadamente não tratada. Esses experimentos tornaram-se famosos por enganar os participantes do estudo, homens afro-americanos pobres, tanto por não lhes dizer que tinham sífilis latente quanto por fingir que lhes daria assistência médica; na verdade, os pesquisadores estavam apenas monitorando a progressão da doença. A sífilis é uma doença debilitante que pode deixar suas vítimas com danos neurológicos permanentes e cicatrizes horríveis. A penicilina foi descoberta em 1927 e estava sendo usada para tratar doenças humanas no início da década de 1940. Em 1947, ela havia se tornado o padrão ouro no tratamento da sífilis e, muitas vezes, era necessária apenas uma dose intramuscular para eliminar a doença. Os pesquisadores estavam bem cientes dessa informação e, para continuar seus experimentos, optaram por reter o tratamento que salvaria vidas. Os pesquisadores passaram a impedir ativamente que os participantes do estudo obtivessem penicilina de outros médicos. Também era dito a eles que tinham “sangue ruim”. Esse experimento foi conduzido pelo Serviço de Saúde Pública dos EUA [en] em colaboração com o Instituto Tuskegee. Essa foi uma violação direta do Juramento de Hipócrates; no entanto, nem um único pesquisador, nem a Universidade de Tuskegee foram legalmente punidos. Pesquisas acadêmicas demonstraram que o estudo teve efeitos prejudiciais de longo prazo sobre a saúde de homens negros e contribuiu para a desconfiança dos profissionais da área médica entre este segmento da população.

### Segunda Guerra Mundial
Em 1941, em um esforço para treinar aviadores negros, o Corpo Aéreo do Exército dos EUA estabeleceu um programa de treinamento no Tuskegee Institute, usando o Moton Field [en], a cerca de 6,4 km de distância do centro do campus. Os formandos ficaram conhecidos como Tuskegee Airmen. O Sítio Histórico Nacional dos Tuskegee Airmen [en] em Moton Field foi incluído no Registro Nacional de Lugares Históricos em 1998. Atualmente, o Exército, a Força Aérea e a Marinha dos EUA têm programas de R.O.T.C. [en] no campus.
Vários presidentes visitaram Tuskegee, inclusive Franklin D. Roosevelt. Eleanor Roosevelt também se interessou pelo Instituto e por sua escola de aeronáutica. Em 1941, ela visitou o Tuskegee Army Air Field e trabalhou para que os afro-americanos tivessem a chance de ser pilotos nas forças armadas. Ela se correspondia com F.D. Patterson, o terceiro presidente do Tuskegee Institute, e frequentemente dava seu apoio aos programas.

### Pós-guerra

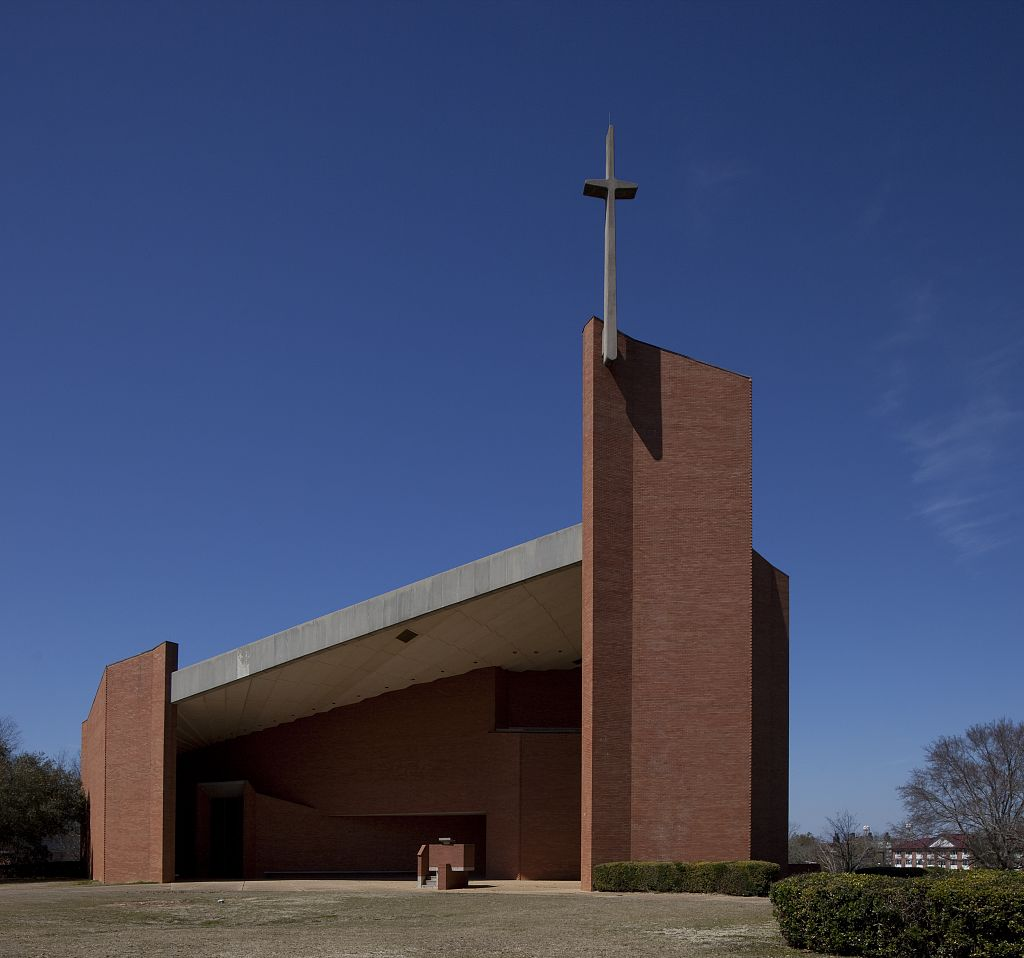
Capela da Universidade Tuskegee (1969)

O famoso arquiteto Paul Rudolph [en] foi contratado em 1958 para produzir um novo plano diretor para o campus. Em 1960, ele recebeu, juntamente com a parceria de John A. Welch e Louis Fry, a encomenda de uma nova capela, talvez o edifício moderno mais significativo construído no Alabama.
As décadas do pós-guerra foram um período de expansão contínua para a Tuskegee, que adicionou novos programas e departamentos, acrescentando programas de pós-graduação em vários campos para refletir o aumento dos estudos profissionais. Por exemplo, a Escola de Medicina Veterinária foi adicionada em 1944. A Engenharia Mecânica surgiu em 1953, e um programa de quatro anos em Arquitetura em 1957, com um programa de seis anos em 1965.
Em 1985, o Tuskegee Institute obteve o status de universidade e passou a se chamar Tuskegee University.
Em julho de 2020, a filantropa MacKenzie Scott doou 20 milhões de dólares para a Tuskegee. Sua doação é a maior doação individual na história da Tuskegee feita por um doador conhecido.
Em 2023, a Tuskegee recebeu financiamento do National Trust for Historic Preservation [en] para desenvolver planos para proteger os prédios históricos da escola contra as mudanças climáticas.
Em abril de 2024, a Tuskegee recebeu uma doação de 20 milhões de dólares de um doador anônimo. A grande doação será destinada a apoiar os programas STEM da Tuskegee e uma variedade de melhorias no campus.
Em maio de 2024, Mark Brown se tornou o primeiro egresso da Tuskegee (turma de 1986) a ser nomeado presidente da instituição.

### Tiroteio de 2024
Em 10 de novembro de 2024, uma pessoa foi morta e outras 16 ficaram feridas em um  tiroteio em massa no campus durante o fim de semana de boas-vindas por um atirador solitário, que mais tarde foi identificado como Jaquez Myrick, de 25 anos, que estava de posse de uma arma curta e de um dispositivo de conversão de metralhadora [en] que foram usados no tiroteio.

### Sítio Histórico Nacional do Instituto Tuskegee
Em 1965, a Tuskegee University foi declarada um Marco Histórico Nacional pela importância de seus programas acadêmicos, seu papel no ensino superior para afro-americanos e seu importância na história dos Estados Unidos. O Congresso autorizou a criação do Sítio Histórico Nacional do Instituto Tuskegee em 1974.
O Local Histórico Nacional inclui a casa de Booker T. Washington, The Oaks, e o Museu George Washington Carver. O distrito do marco histórico inclui todo o campus da Universidade de Tuskegee na época. Os “pontos de interesse histórico especial” registrados na descrição do marco histórico incluem:
- The Oaks (Casa de Washington)
- Monumento a Booker T. Washington, estátua Lifting the Veil of Ignorance (Levantando o Véu da Ignorância) de Charles Keck [en]
- Túmulo de Booker T. Washington
- Túmulo de George Washington Carver
- Museu George Washington Carver [en]

O Tuskegee Airmen National Historic Site [en] fica em Moton Field, em Tuskegee, Alabama.

## Campus
A Universidade Tuskegee oferece proteção da Polícia do Campus para seus alunos e funcionários, dentro e fora do campus, que fica de plantão 24 horas. Todos os policiais são certificados pelo estado.

A estátua Lifting the Veil of Ignorance (Levantando o Véu da Ignorância) de Booker T. Washington foi projetada pelo escultor Charles Keck e inaugurada em 5 de abril de 1922. A estátua retrata o Dr. Washington levantando o véu da ignorância de seu povo, que havia sido escravizado, mostrando-lhes os caminhos para uma vida melhor por meio da educação e das habilidades.
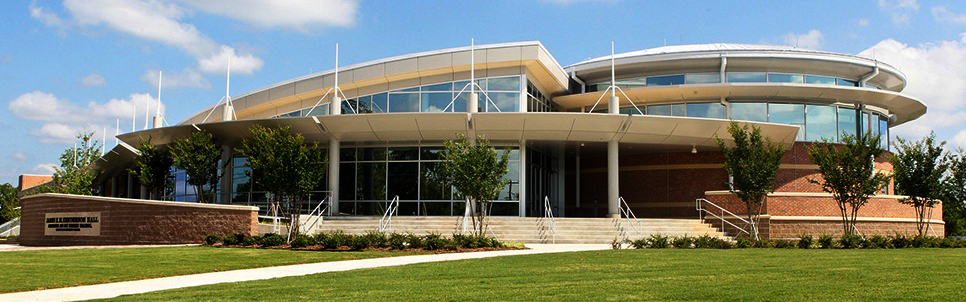
O James Henry Meriwether Henderson Hall é o novo prédio de ensino, extensão e pesquisa de ciências da vida agrícola da Universidade Tuskegee. O Henderson Hall oferece laboratórios para o ensino de cursos introdutórios de ciências animais, vegetais, do solo e ambientais, além de biologia e química.
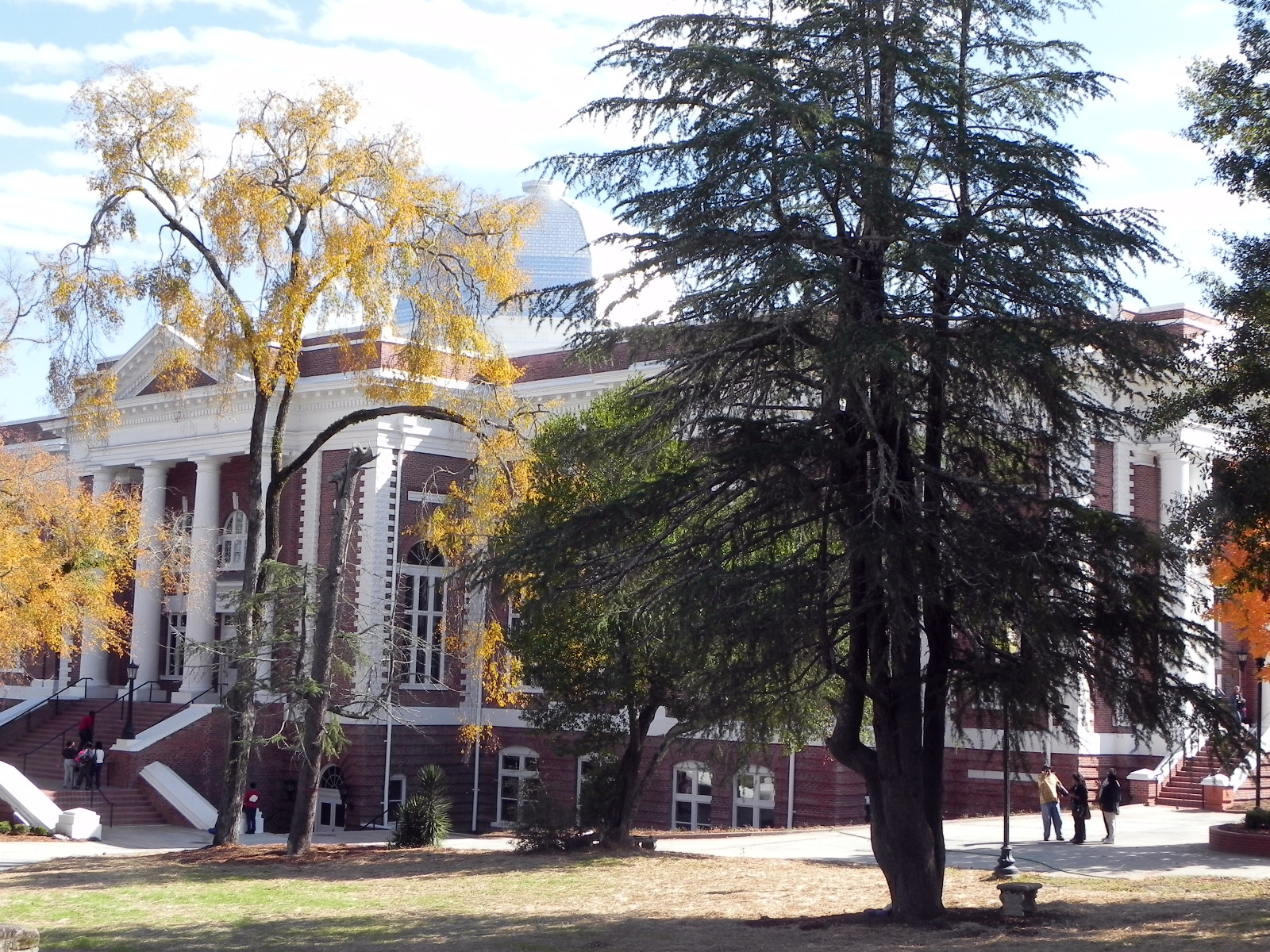
Construído em 1906 e totalmente reformado em 2013, o Tompkins Hall funciona como o principal refeitório e centro estudantil. O edifício inclui um salão de baile, um auditório, uma sala de jogos, um restaurante de varejo e um local de estudo para estudantes 24 horas com máquinas de venda automática de alimentos saudáveis. Ele abriga os escritórios da Associação do Governo Estudantil.
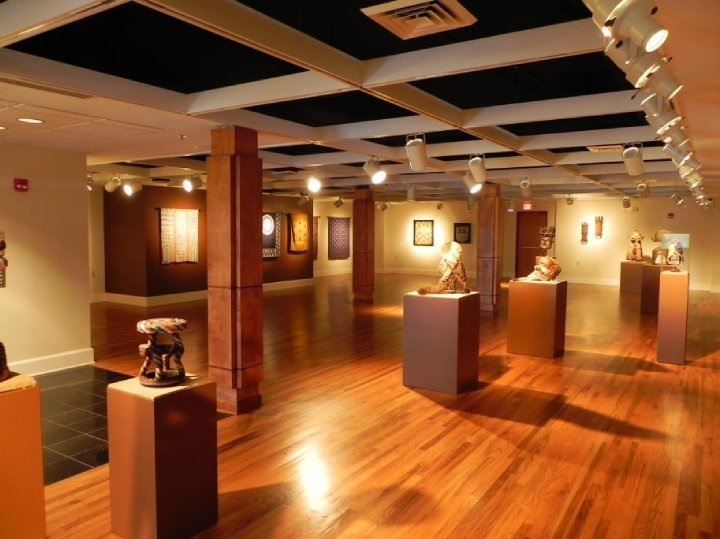
O Legacy Museum abriga: A coleção africana (contém aproximadamente 900 itens), a coleção de antiguidades e itens diversos e a Coleção Lovette W. Harper de Arte Africana. A exposição do terceiro andar contém o “Estudo sobre sífilis não tratada do Serviço de Saúde Pública dos Estados Unidos no sexo masculino negro, Condado de Macon, Alabama, 1932-1972”.
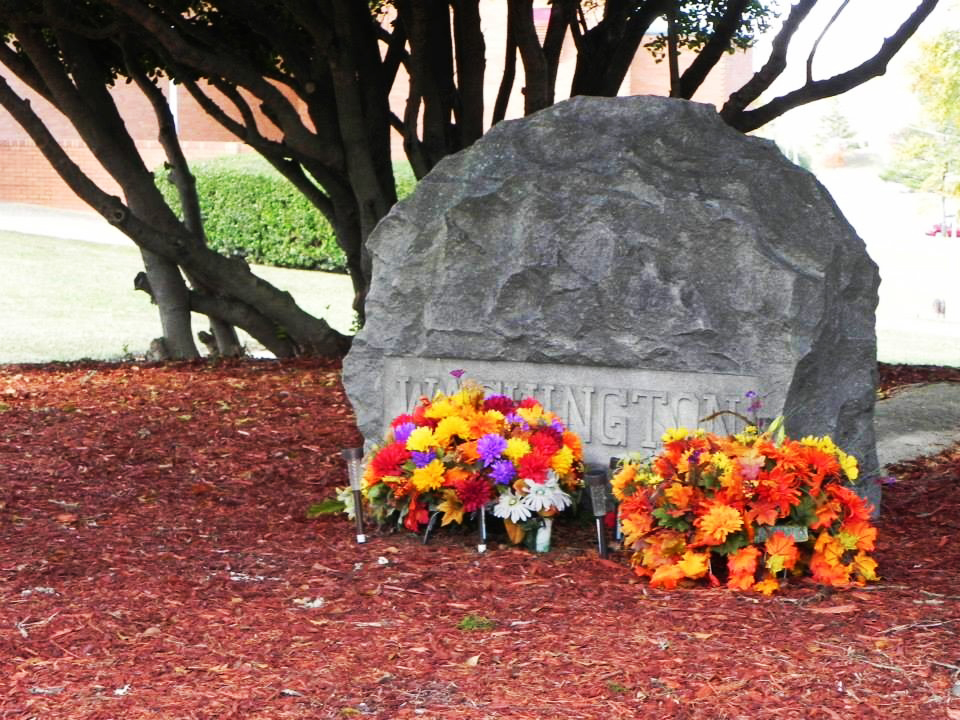
Booker T. Washington está enterrado no Cemitério do Campus da Universidade de Tuskegee. Muitas outras pessoas notáveis da universidade estão sepultadas no campus de Tuskegee, incluindo: George Washington Carver, Cleveland L. Abbott, William L. Dawson, Luther Hilton Foster (4º presidente), Frederick D. Patterson (3º presidente), muitos outros membros da família Washington e outros.
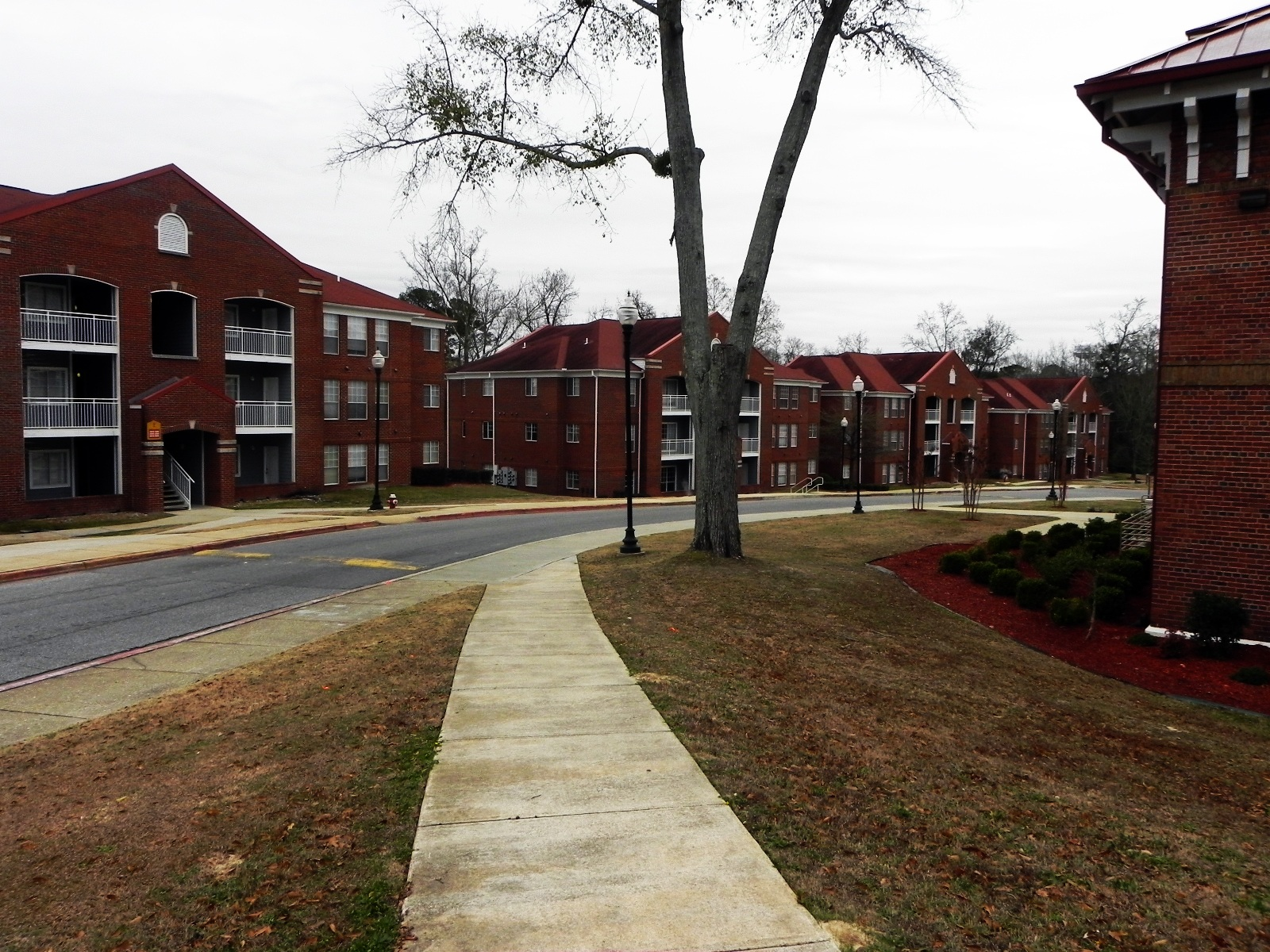
A Universidade Tuskegee oferece apartamentos no campus para os alunos nos Commons Apartments, localizados em três locais diferentes do campus
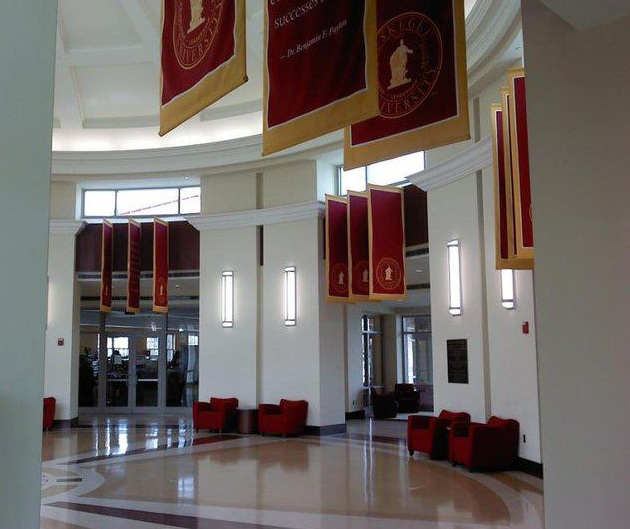
O Margaret Murray Washington Hall abriga o Escritório de Admissão, a Livraria da Universidade e outros serviços de alimentação para os alunos
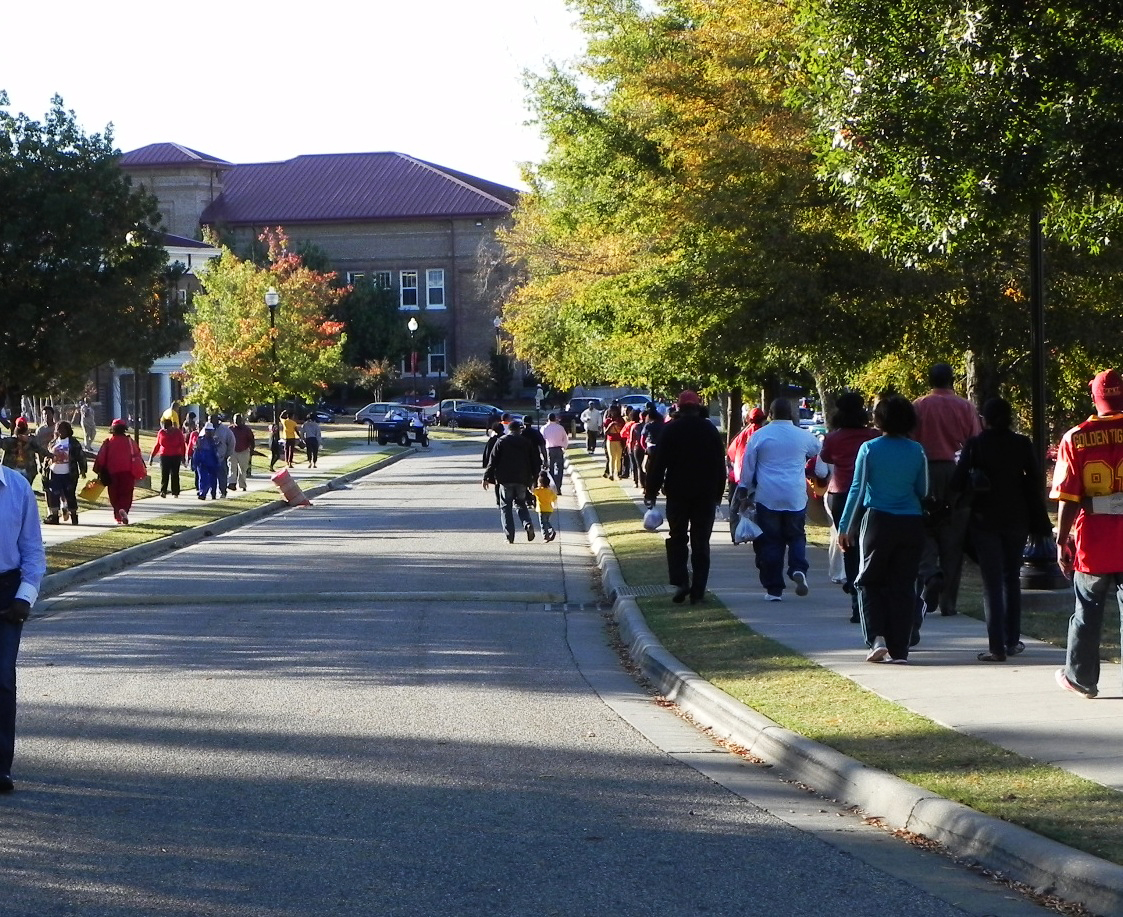
A “The Avenue” é um dos principais corredores de pedestres do campus que raramente é aberto ao tráfego de veículos
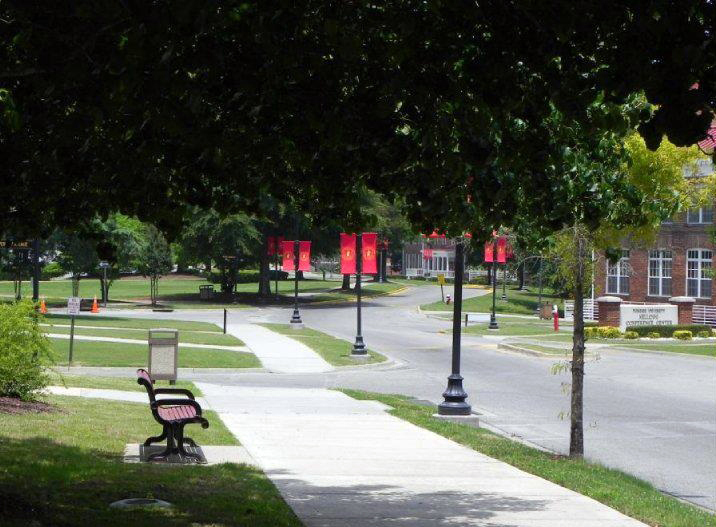
A Booker T. Washington Boulevard é a principal via de acesso ao campus da Universidade Tuskegee
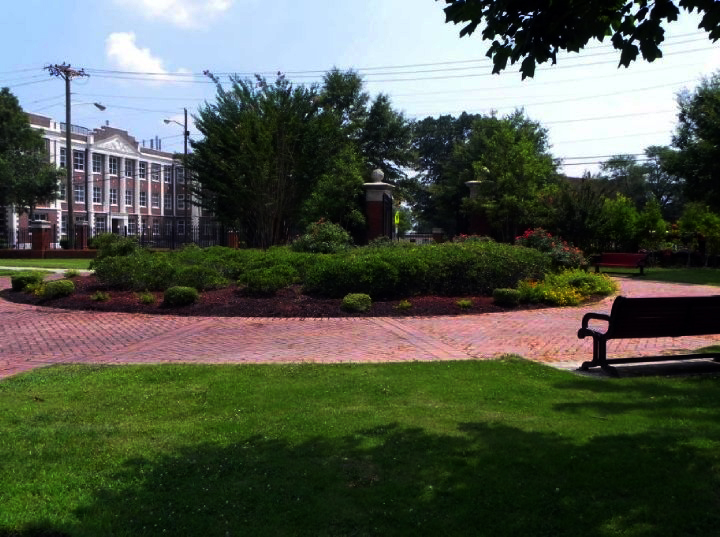
O campus da Tuskegee University tem um ambiente semelhante a um parque e apresenta muitas áreas verdes amplas
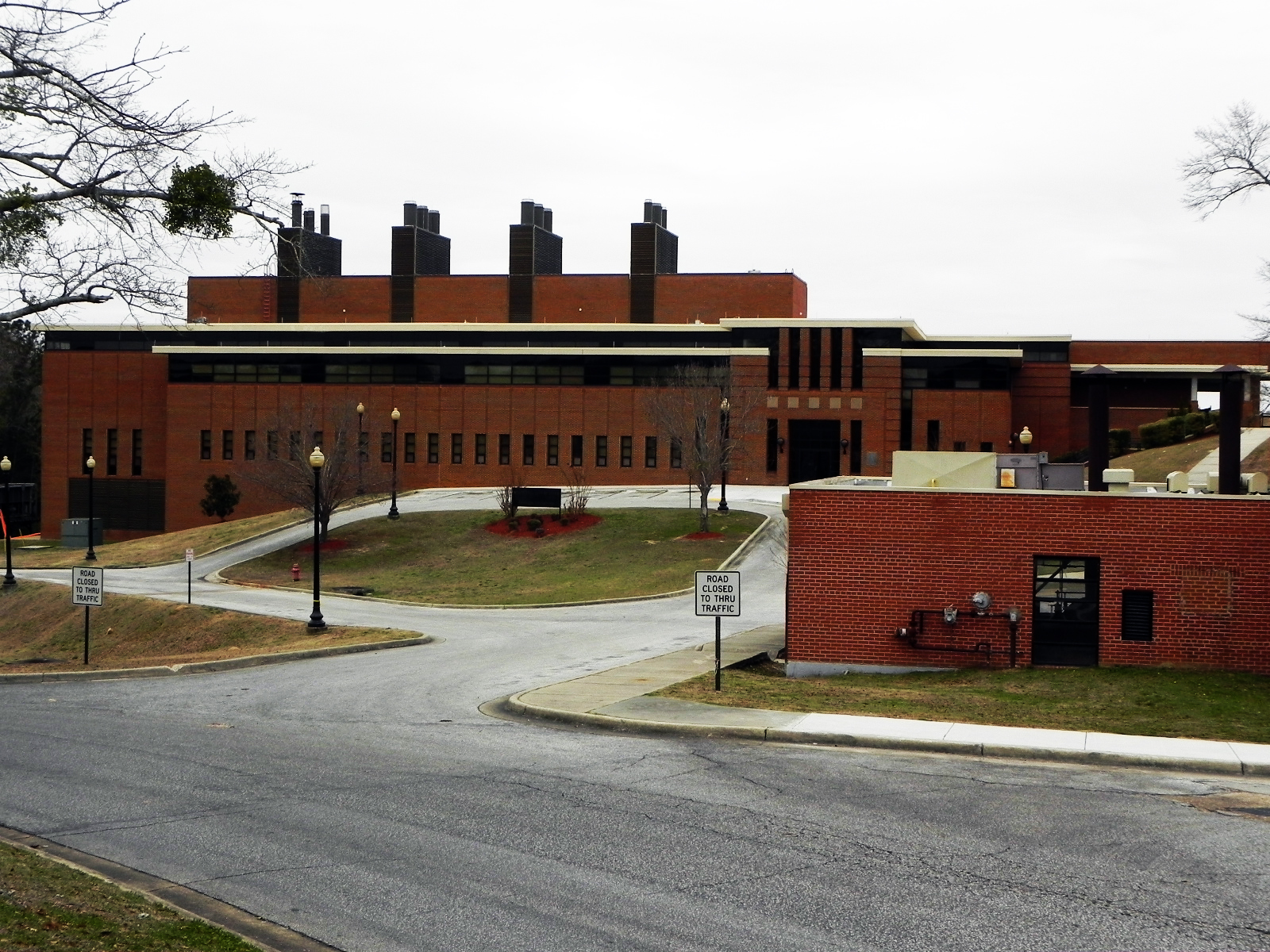
Faculdade de Medicina Veterinária Williams Bowie Hall
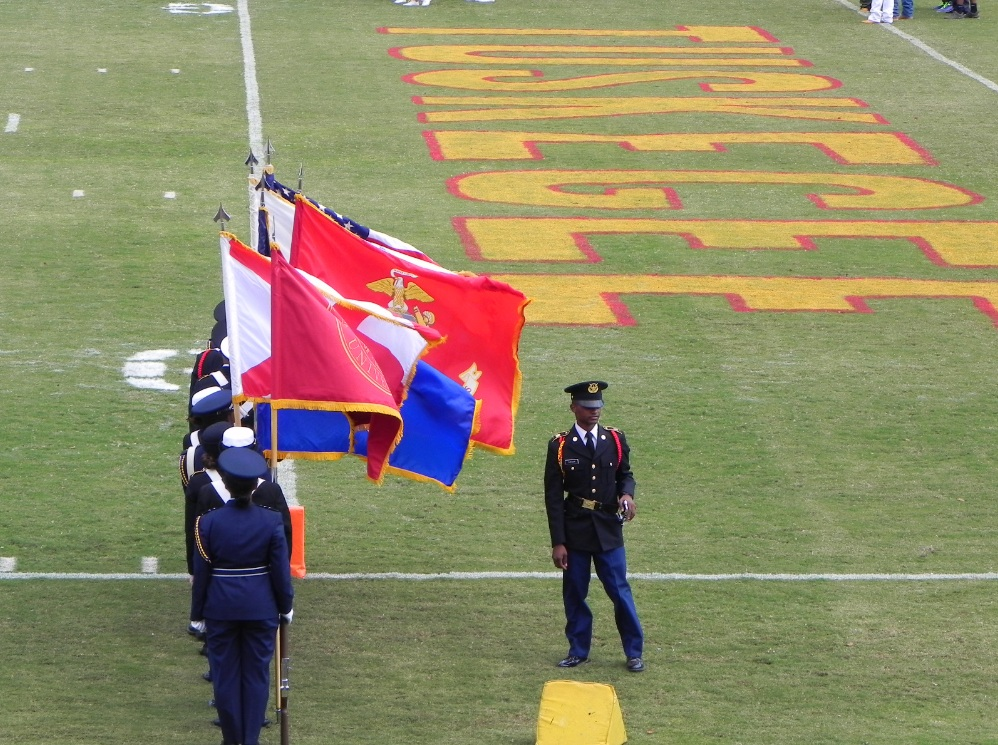
Jogo de futebol americano da Tuskegee
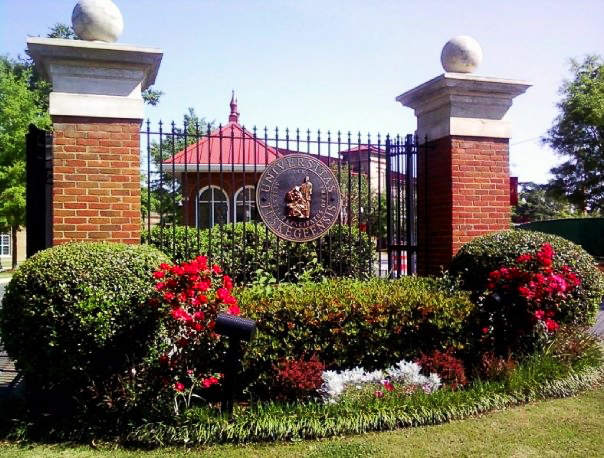
Entrada principal do campus
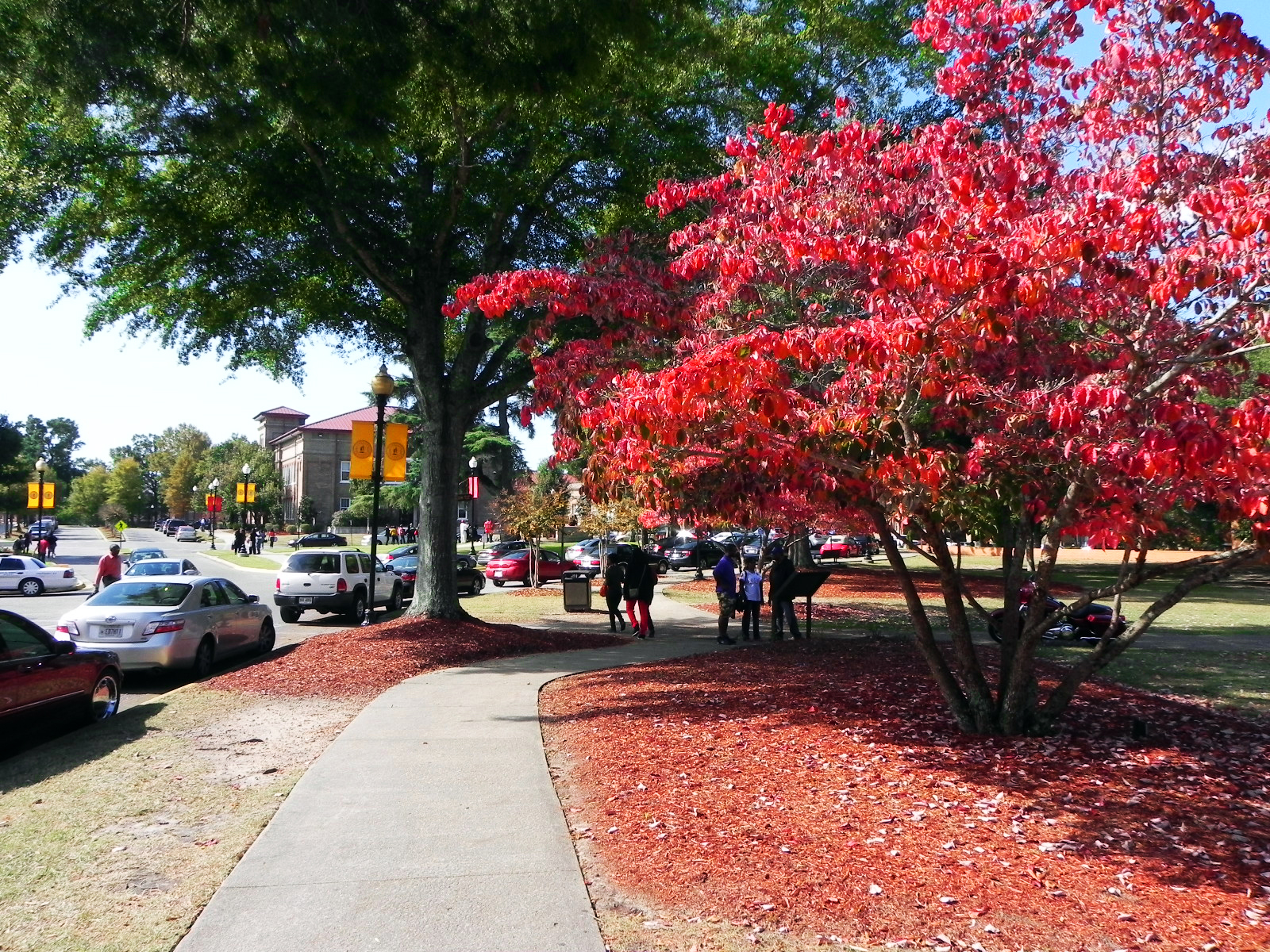
Um corredor panorâmico no campus
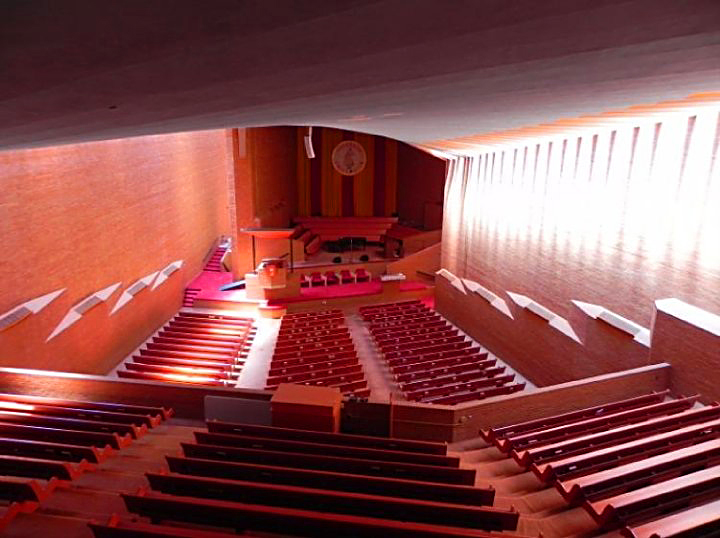
Vista interna da Capela de Tuskegee
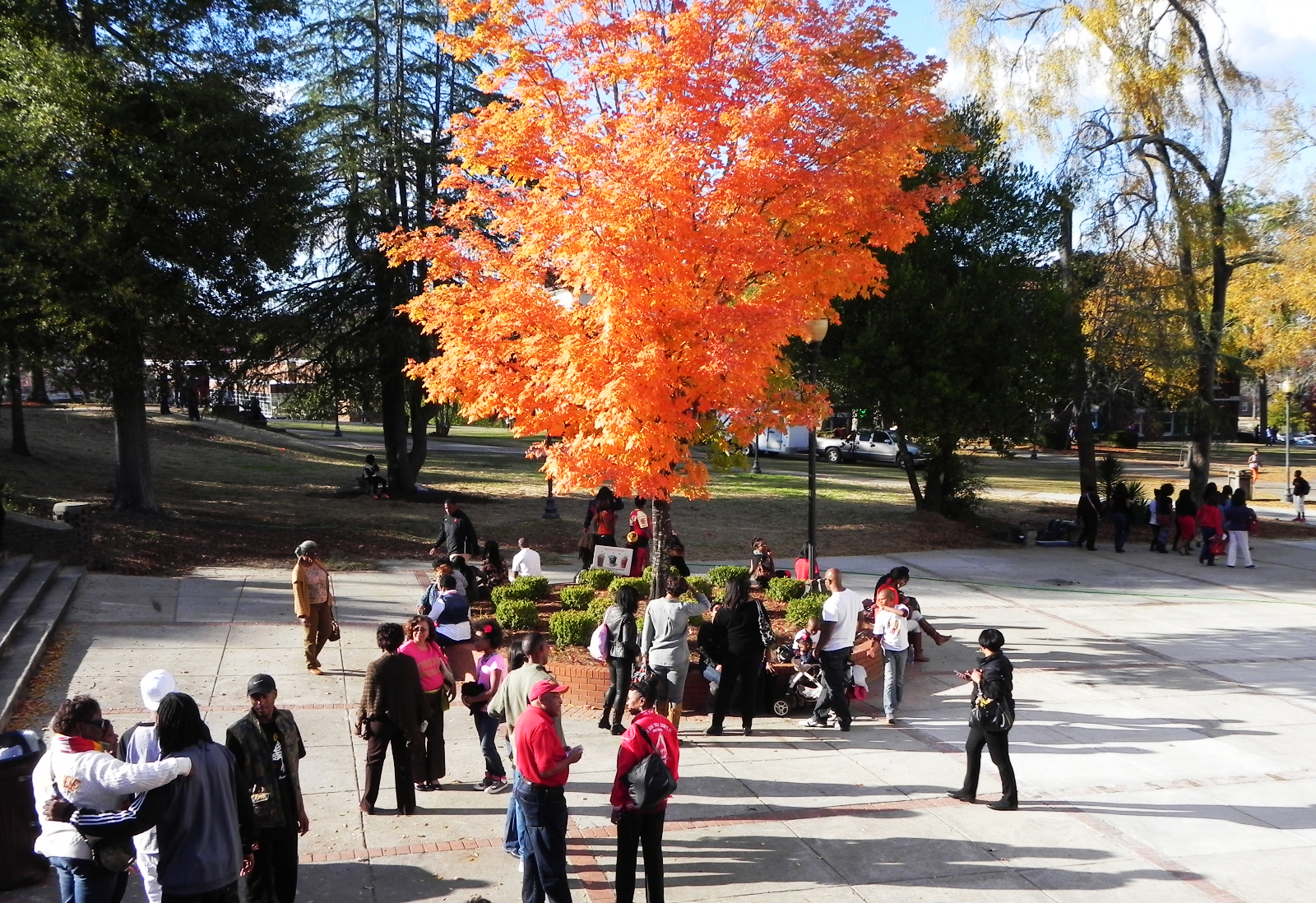
Outono na Universidade Tuskegee
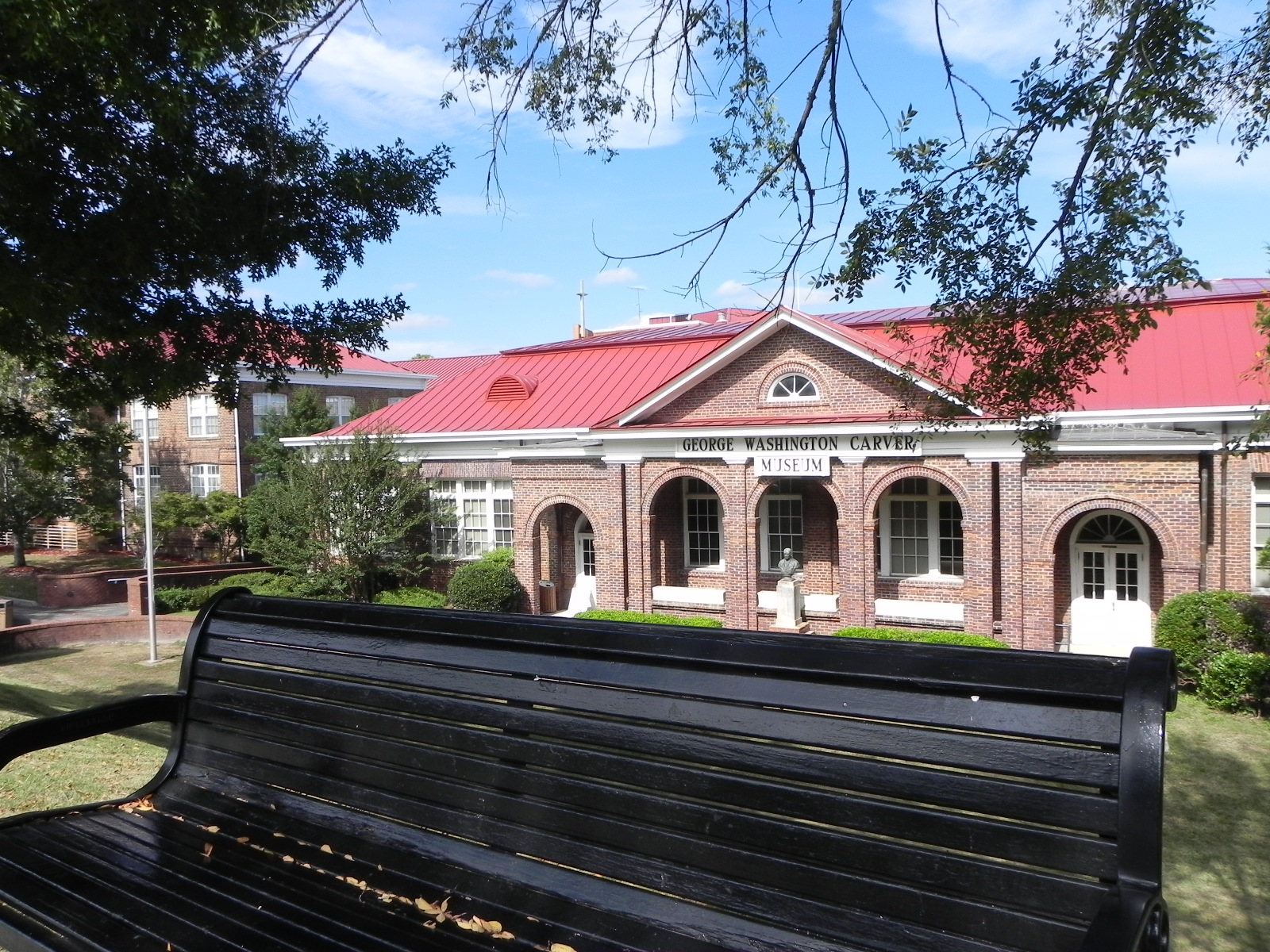
Museu George Washington Carver
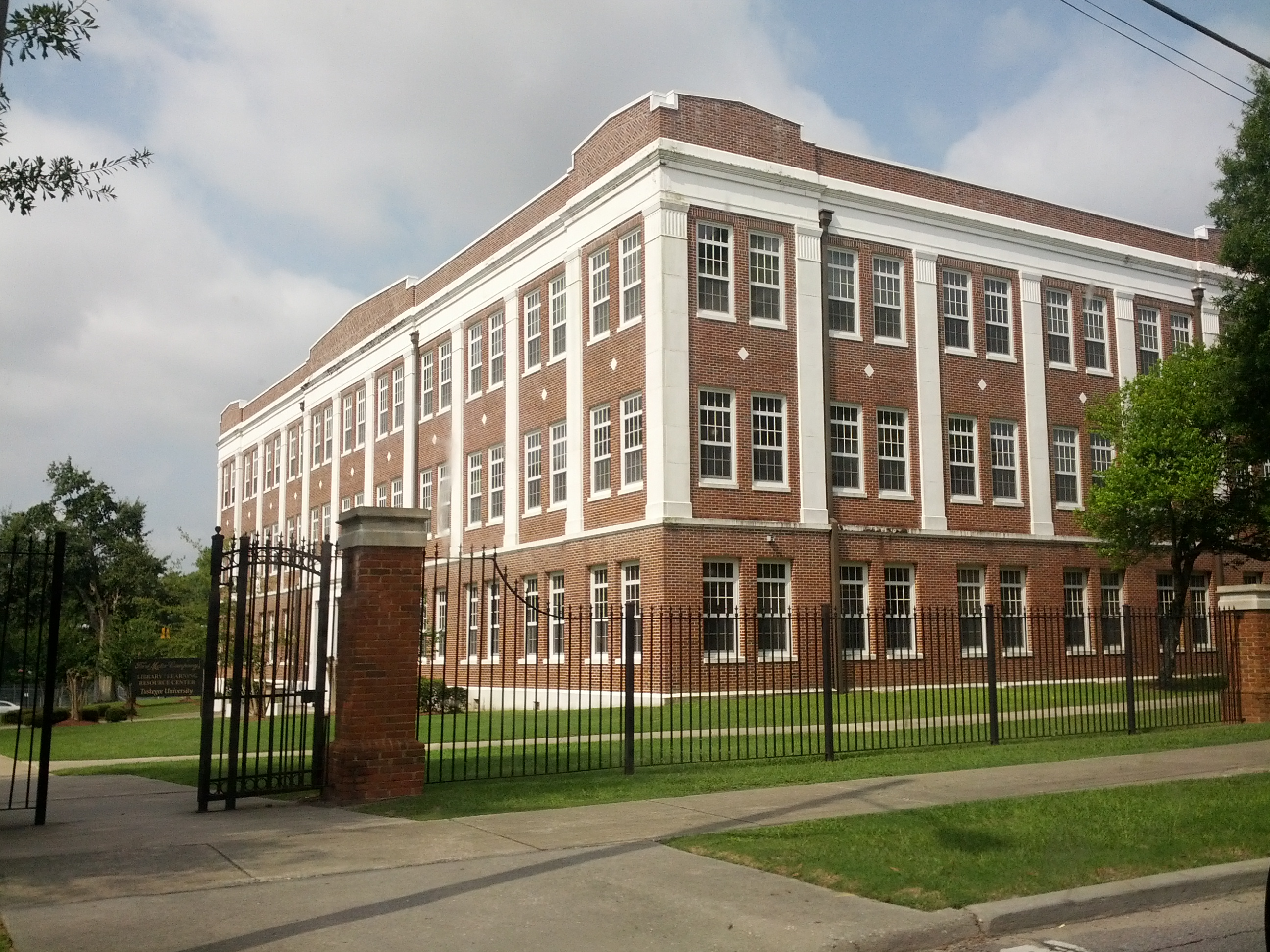
A Biblioteca Principal, Hollis Burke Frissell, agora conhecida como Biblioteca/Centro de Recursos de Aprendizagem da Ford Motor Company
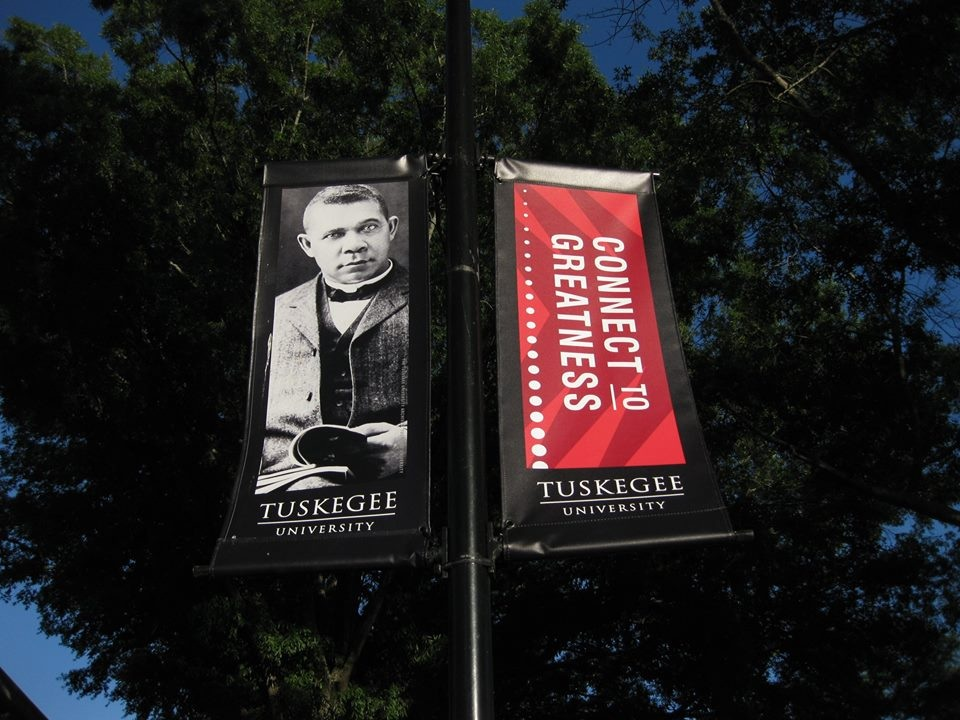
Banners do campus
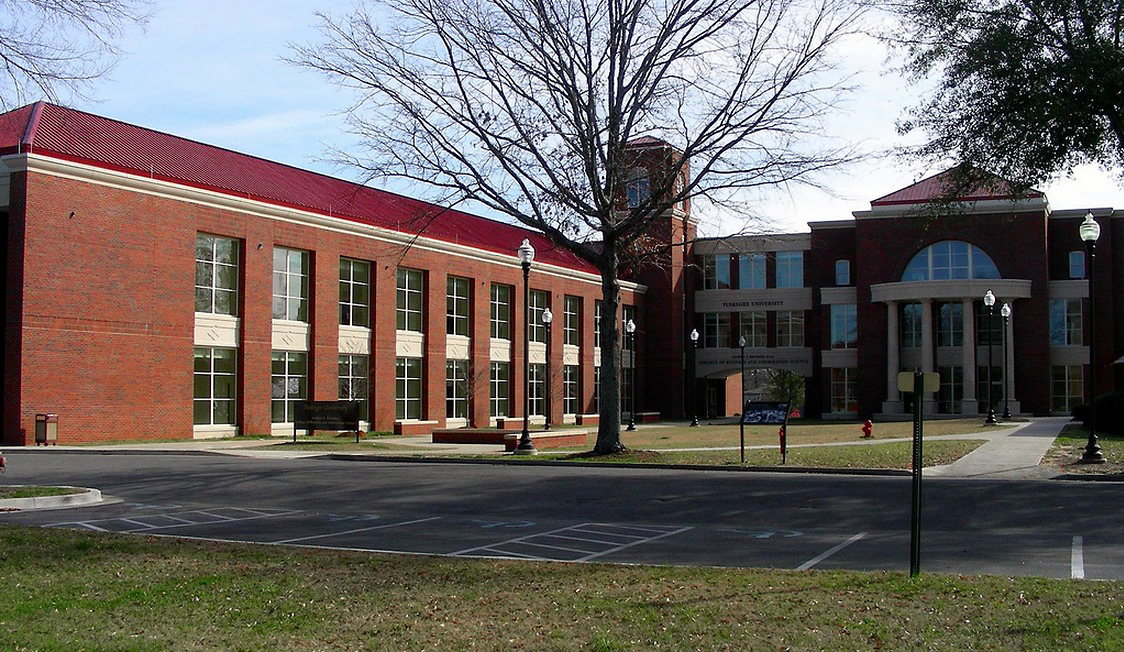
Faculdade de Ciências da Informação e Negócios Andrew F. Brimmer
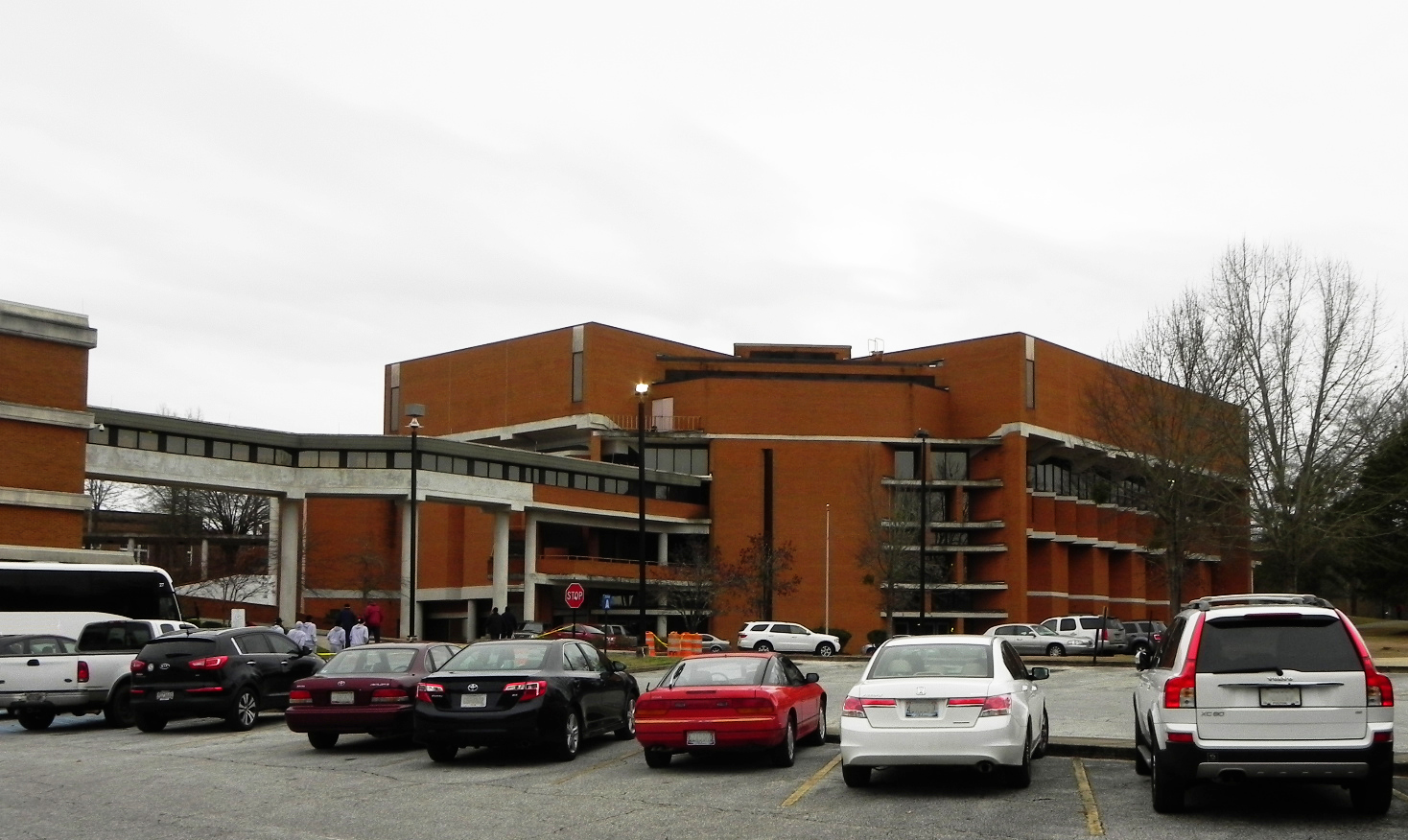
Centro Daniel “Chappie” James
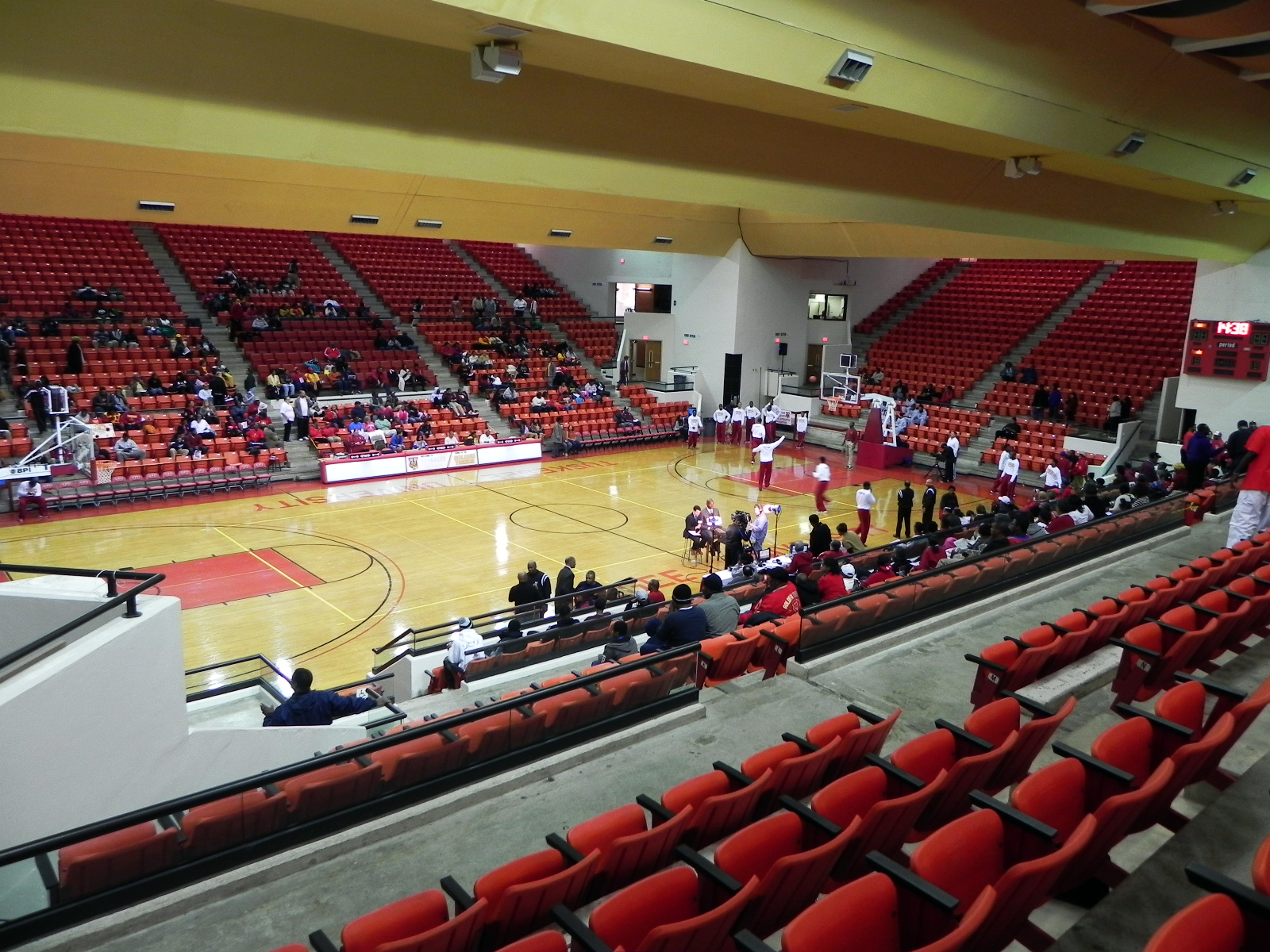
Daniel “Chappie” James Center - aquecimento pré-jogo do basquete de Tuskegee
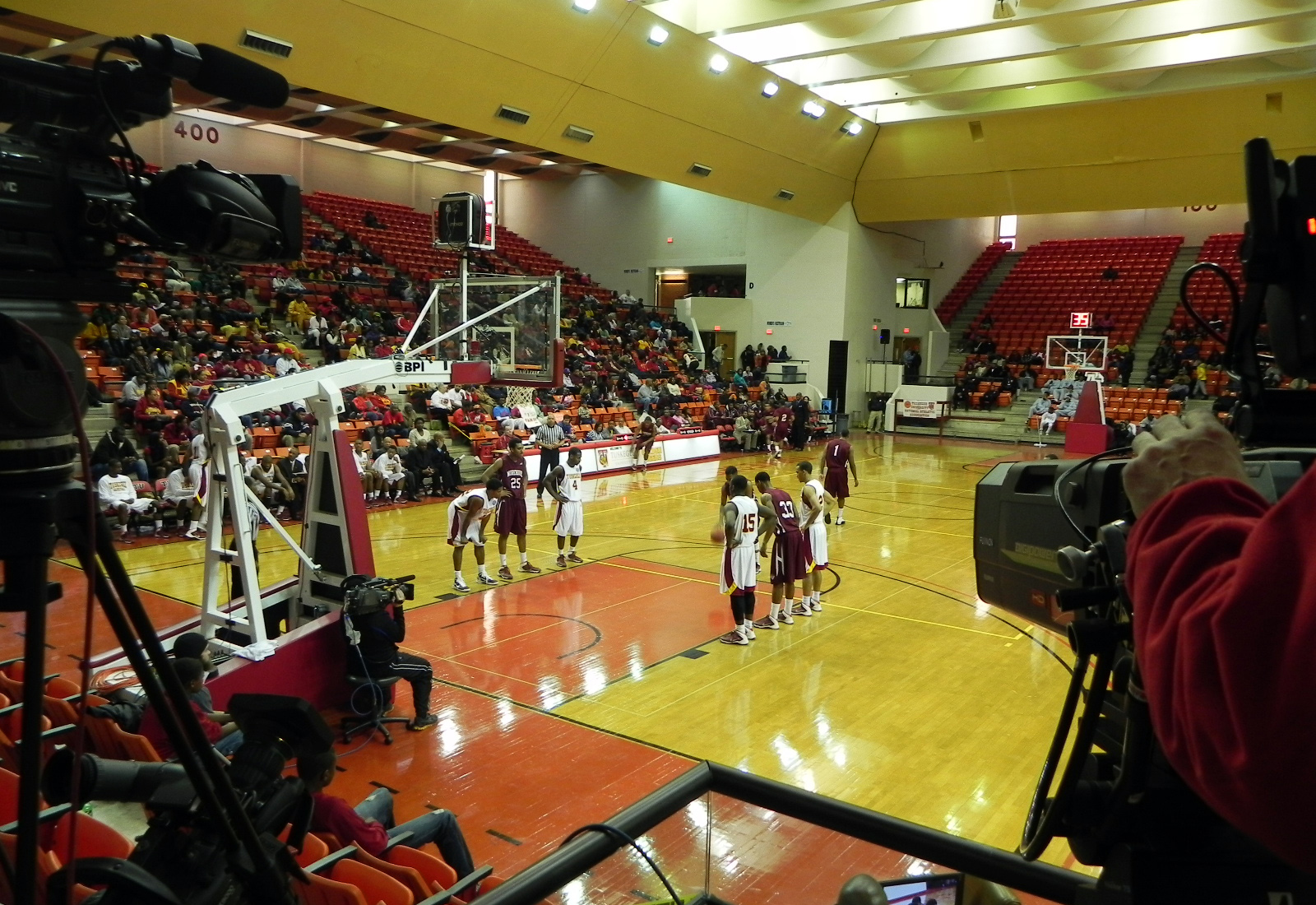
Jogo de basquete no Centro Daniel “Chappie” James
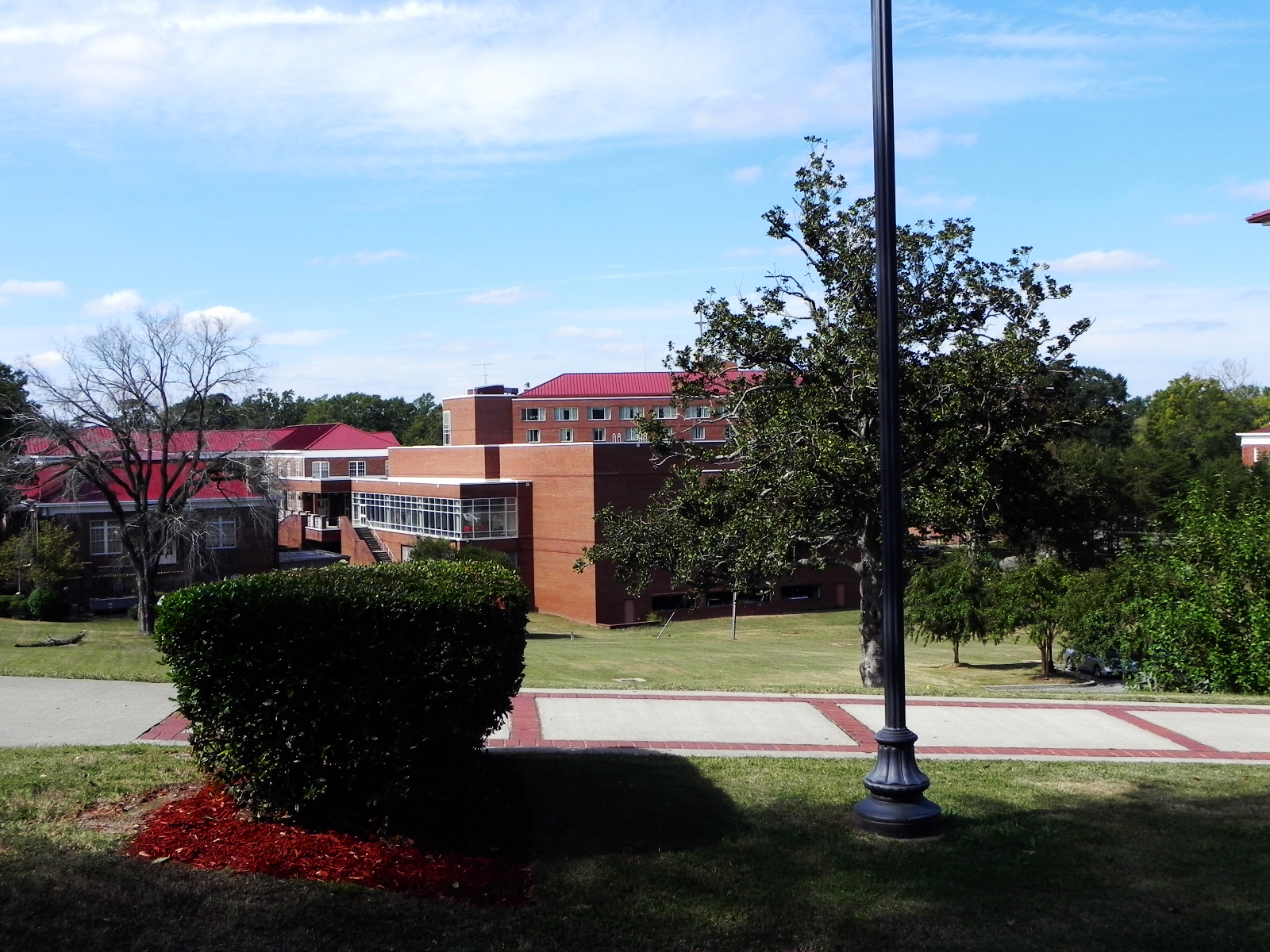
Vista parcial do campus da Universidade Tuskegee do “Valley” e do Centro de Conferências e Hotel Kellogg
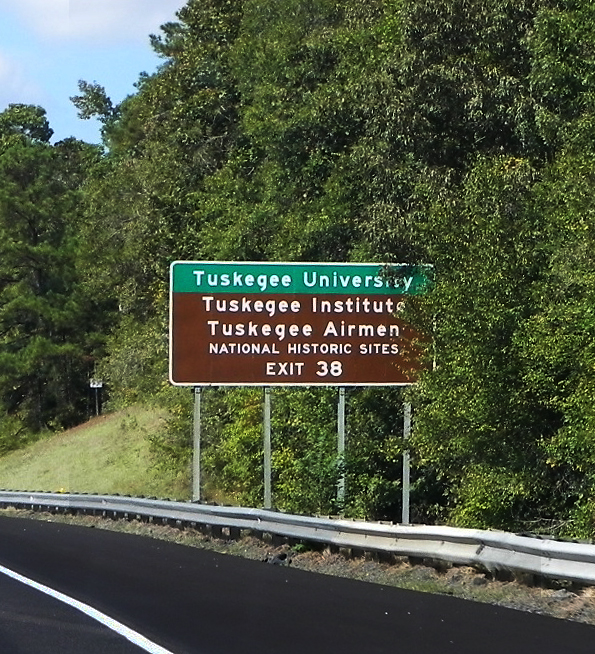
Saída da I-85 para a Universidade Tuskegee

## Hotel e Centro de Conferências Kellogg

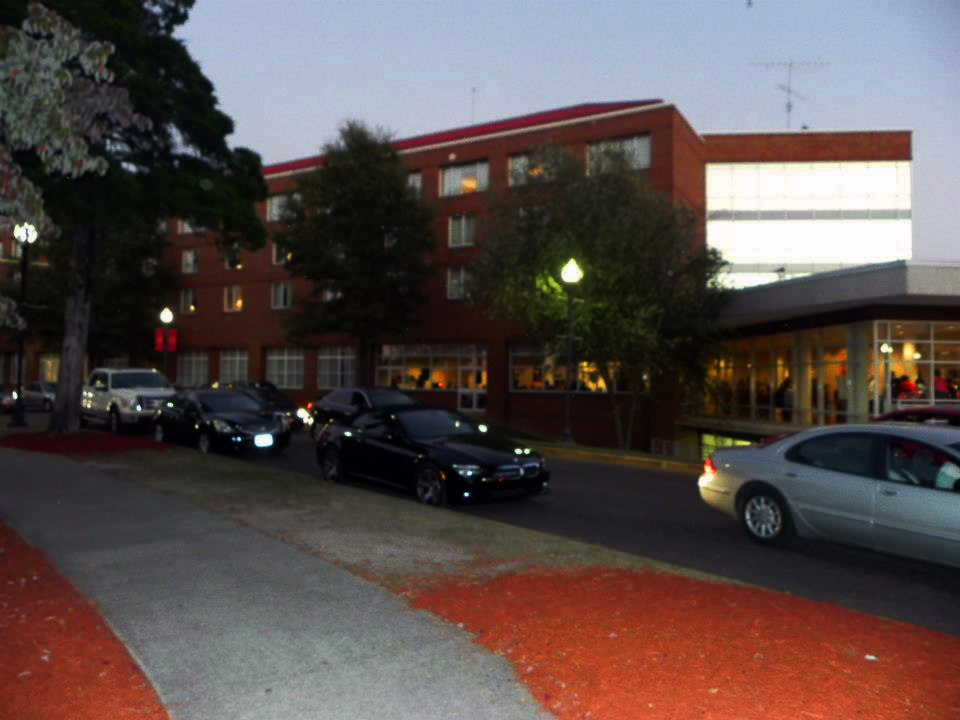
Hotel e Centro de Conferências Kellogg da Universidade Tuskegee

O Hotel e Centro de Conferências Kellogg no renovado Dorothy Hall (construído em 1901) foi criado em 1994 no campus da Universidade Tuskegee pela Fundação W.K. Kellogg [en]. O Centro de Conferências Kellogg oferece salas de reunião multimídia, bem como um auditório com 300 lugares e um salão de baile que acomoda até 350 convidados. Os alunos que estudam Gestão de Hospitalidade [en] na Faculdade de Administração Andrew F. Brimmer [en] e os alunos de Ciência da Informação e Dietética no Departamento de Ciência da Alimentação e Nutrição podem ter experiência prática no Hotel e Centro de Conferências Kellogg. O Hotel e Centro de Conferências Kellogg é o único centro em uma universidade historicamente negra; existem apenas 11 em todo o mundo. Outros Centros de Conferências Kellogg nos Estados Unidos estão localizados em: Universidade Estadual de Michigan, Universidade Gallaudet e Universidade Politécnica Estadual da Califórnia, Pomona [en] (Cal Poly Pomona).

## Programas acadêmicos

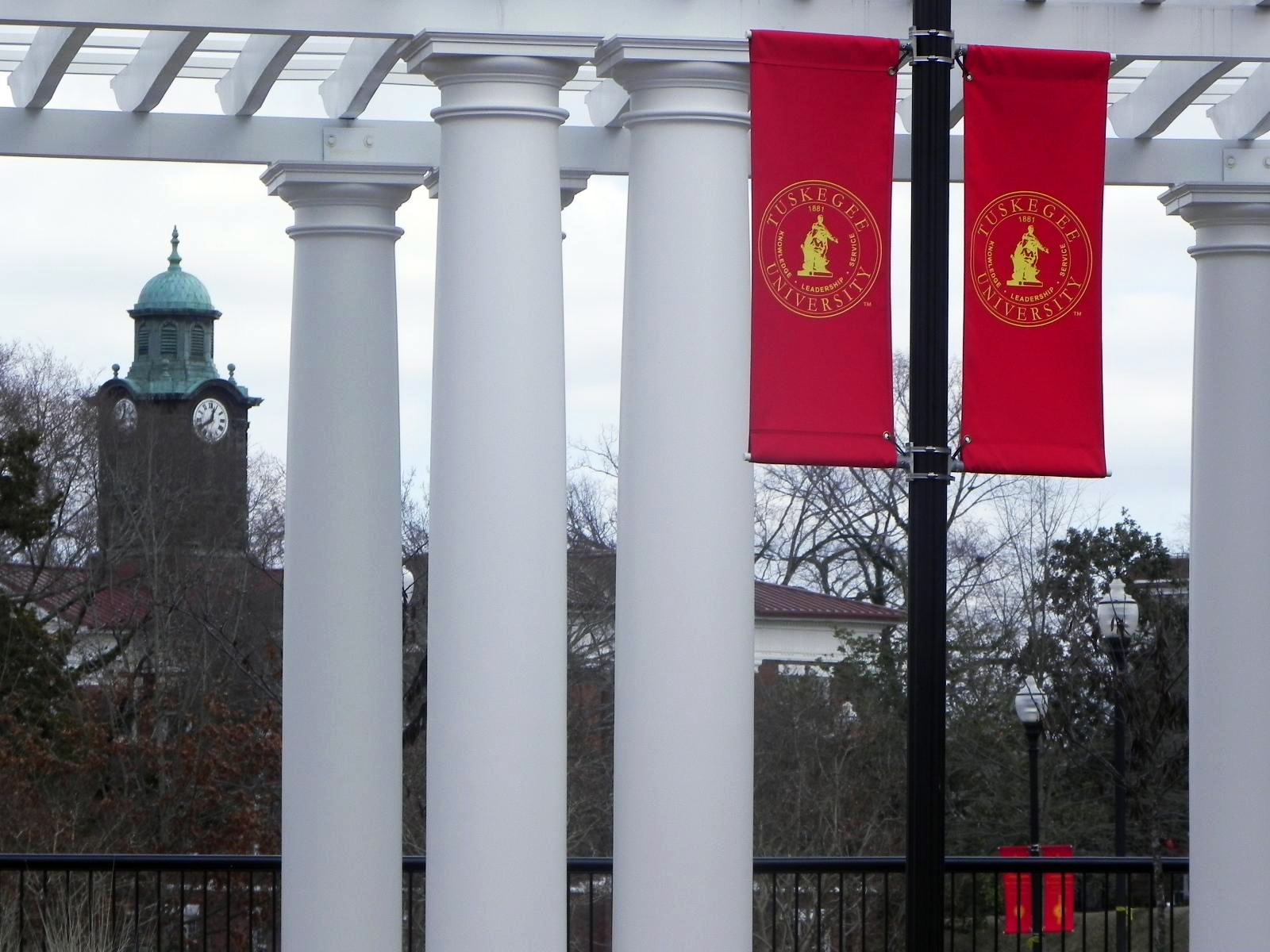
Vista do campus da Universidade Tuskegee - torre do sino do White Hall

Os programas acadêmicos estão organizados em cinco faculdades e duas escolas: (1) Faculdade de Ciências Agrícolas, Ambientais e Nutricionais; (2) Faculdade de Artes e Ciências; (3) Faculdade de Negócios e Ciências da Informação Brimmer; (4) Faculdade de Engenharia; (5) Faculdade de Medicina Veterinária, Enfermagem e Saúde Aliada; (6) Escola Taylor de Arquitetura e Ciências da Construção; e (7) Escola de Educação.
A Tuskegee tem um programa de honras [en] de graduação para alunos qualificados do segundo ano do ensino médio com pelo menos um média acumulada de 3,2.
A Universidade Tuskegee é a única universidade historicamente negra a oferecer o título de Doutor em Medicina Veterinária (D.V.M.); sua Escola de Medicina Veterinária foi criada em 1944. A escola é totalmente certificada pelo Conselho de Educação da Associação Médica Veterinária Americana [en] (AVMA). Cerca de 75% dos veterinários afro-americanos do país se formaram no programa da Tuskegee.

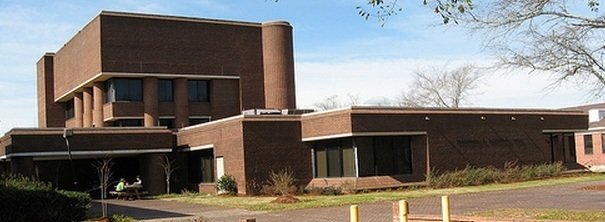
Faculdade de Medicina Veterinária - Fredrick D Patterson Hall

A Universidade Tuskegee oferece vários programas de graduação em engenharia, todos com credenciamento ABET [en].
O departamento de Engenharia de Ciências Aeroespaciais foi criado em 1983. A Universidade Tuskegee é a primeira e única universidade historicamente negra a oferecer um diploma certificado de bacharelado em engenharia aeroespacial. O Departamento de Engenharia Mecânica foi criado em 1954 e o Departamento de Engenharia Química começou em 1977; o Departamento de Engenharia Elétrica é o maior dos cinco departamentos da Faculdade de Engenharia. O programa é certificado pela EAC/ABET (Engineering Accreditation Commission/Accreditation Board of Engineering and Technology) e pela Southern Association of Colleges and Schools [en].

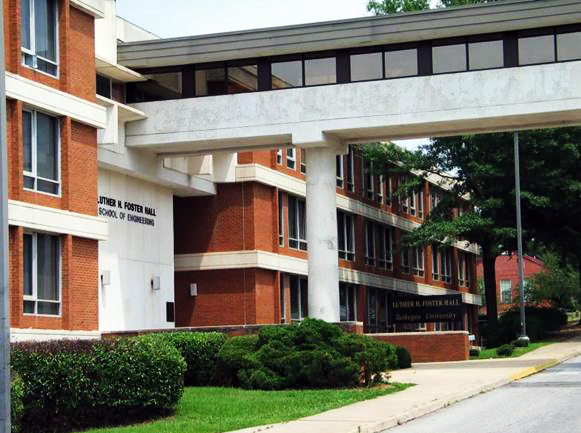
Faculdade de Engenharia - Luther H. Foster Hall há muito tempo abriga um dos melhores programas de engenharia do país, contendo: Engenharia de Ciências Aeroespaciais, Engenharia Química, Engenharia Elétrica, Engenharia de Ciência dos Materiais, Ciências Mecânicas e Militares

A Faculdade de Negócios e Ciência da Informação Andrew F. Brimmer da Universidade Tuskegee é totalmente certificada pela Association to Advance Collegiate Schools of Business (AACSB-International).
A escola de enfermagem foi criada como Tuskegee Institute Training School of Nurses e registrada no Conselho de Enfermagem do Estado do Alabama em setembro de 1892, sob os auspícios do John A. Andrew Memorial Hospital. Em 1948, a universidade iniciou seu programa de bacharelado em enfermagem, tornando-se o primeiro programa de enfermagem no estado do Alabama. O departamento de enfermagem é totalmente certificado pela Comissão de Credenciamento da Liga Nacional de Enfermagem [en] e é aprovado pelo Conselho de Enfermagem do Estado do Alabama.
O programa de Terapia Ocupacional é certificado pelo Accreditation Council for Occupational Therapy Education (ACOTE) da Associação Americana de Terapia Ocupacional [en]. O Programa de Ciência de Laboratório Clínico é certificado pela National Accrediting Agency for Clinical Laboratory Sciences (NAACLS).
A Universidade Tuskegee começou a oferecer certificados em Arquitetura sob a Divisão de Indústrias Mecânicas em 1893. O currículo de 4 anos em arquitetura que leva ao grau de Bacharel em Ciências foi iniciado em 1957 e o programa profissional de 6 anos em 1965. A Robert R. Taylor School of Architecture oferece dois programas profissionais: Arquitetura e Ciência e Gerenciamento de Construção. O programa de Bacharelado em Arquitetura, com duração de 5 anos, é totalmente certificado pelo National Architectural Accrediting Board [en] (NAAB). Os formandos do programa estão qualificados para se tornarem arquitetos registrados.

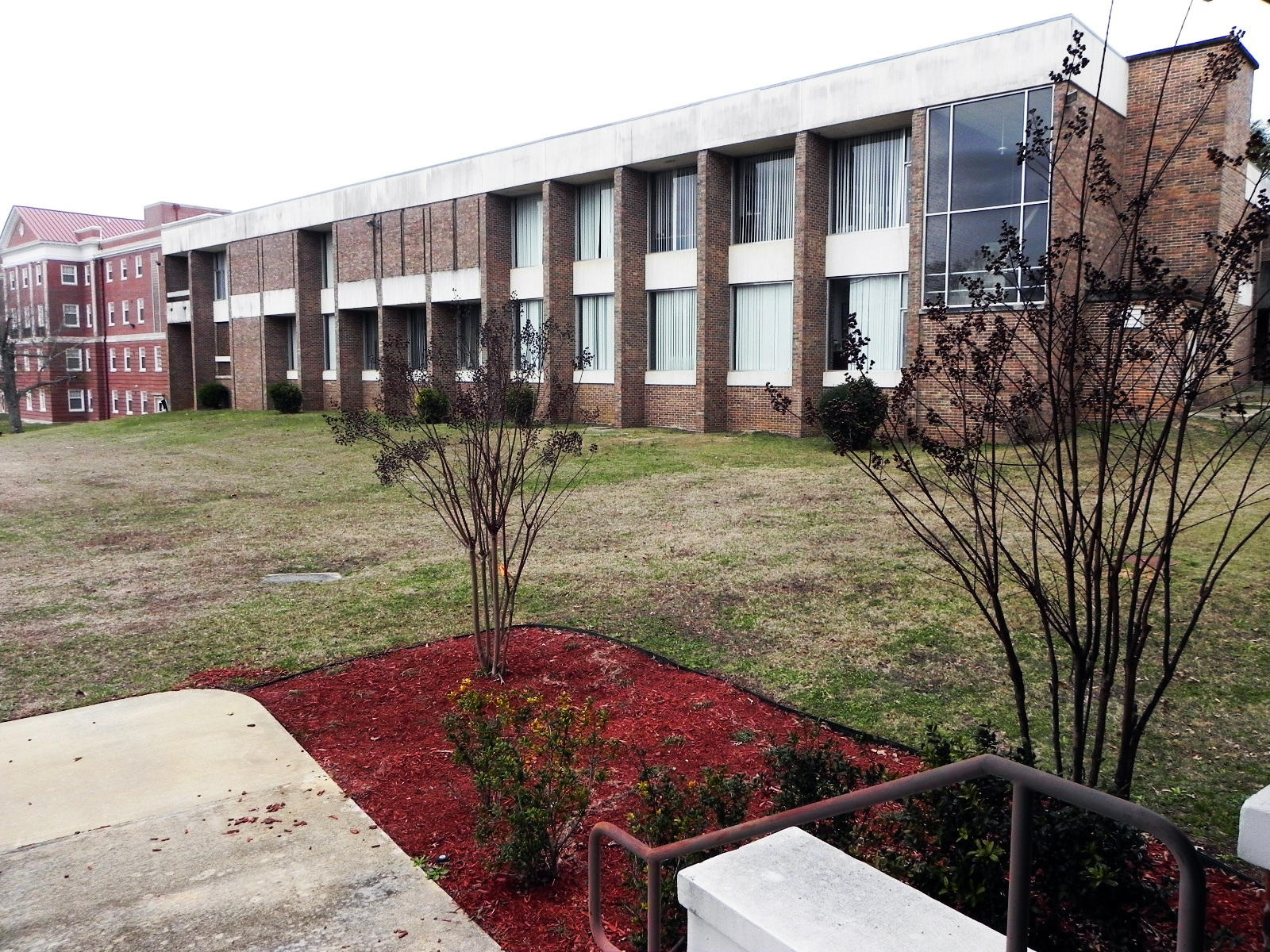
Escola de Enfermagem da Universidade Tuskegee - Basil O'Connor Hall. A Escola de Treinamento de Enfermagem do Instituto Tuskegee foi registrada no Conselho Estadual de Enfermagem do Alabama em setembro de 1892, sob os auspícios do en da Universidade Tuskegee. Em 1948, a escola iniciou seu programa de bacharelado que leva ao grau de Bacharel em Ciências em enfermagem. Este programa tem a distinção de ser o primeiro programa de bacharelado em enfermagem no estado do Alabama

Em 2019, a Tuskegee firmou uma parceria com a Faculdade de Medicina da Universidade Ross [en] para corrigir a pouca diversidade na área médica. Os alunos qualificados da Tuskegee serão automaticamente admitidos na faculdade de medicina com um primeiro semestre gratuito.
Em 2020, a Tuskegee estabeleceu uma parceria estratégica com a Faculdade de Direito de Cumberland [en] que permitirá que os alunos da Tuskegee obtenham um diploma de bacharel e de direito em seis anos, em vez dos sete anos tradicionais.

### Classificações
- O  U.S. News & World Report coloca a Tuskegee em 3º lugar entre 79 faculdades e universidades historicamente negras em sua classificação de 2022.[41]
- O U.S. News & World Report também classificou a Tuskegee como a 20ª “Melhor Faculdade Regional do Sul” em 2021, entre 134 escolas avaliadas.[42]
- A Tuskegee está na 109ª posição entre as 614 universidades de mestrado (que concedem um número significativo de títulos de mestrado, mas poucos ou nenhum título de doutorado) nos EUA, segundo a classificação do Washington Monthly [en] de 2020, que avalia a contribuição das escolas para o bem público, medida pela mobilidade social, pesquisa e promoção de serviços públicos.[43]

### Centro Nacional de Bioética em Pesquisa e Assistência à Saúde

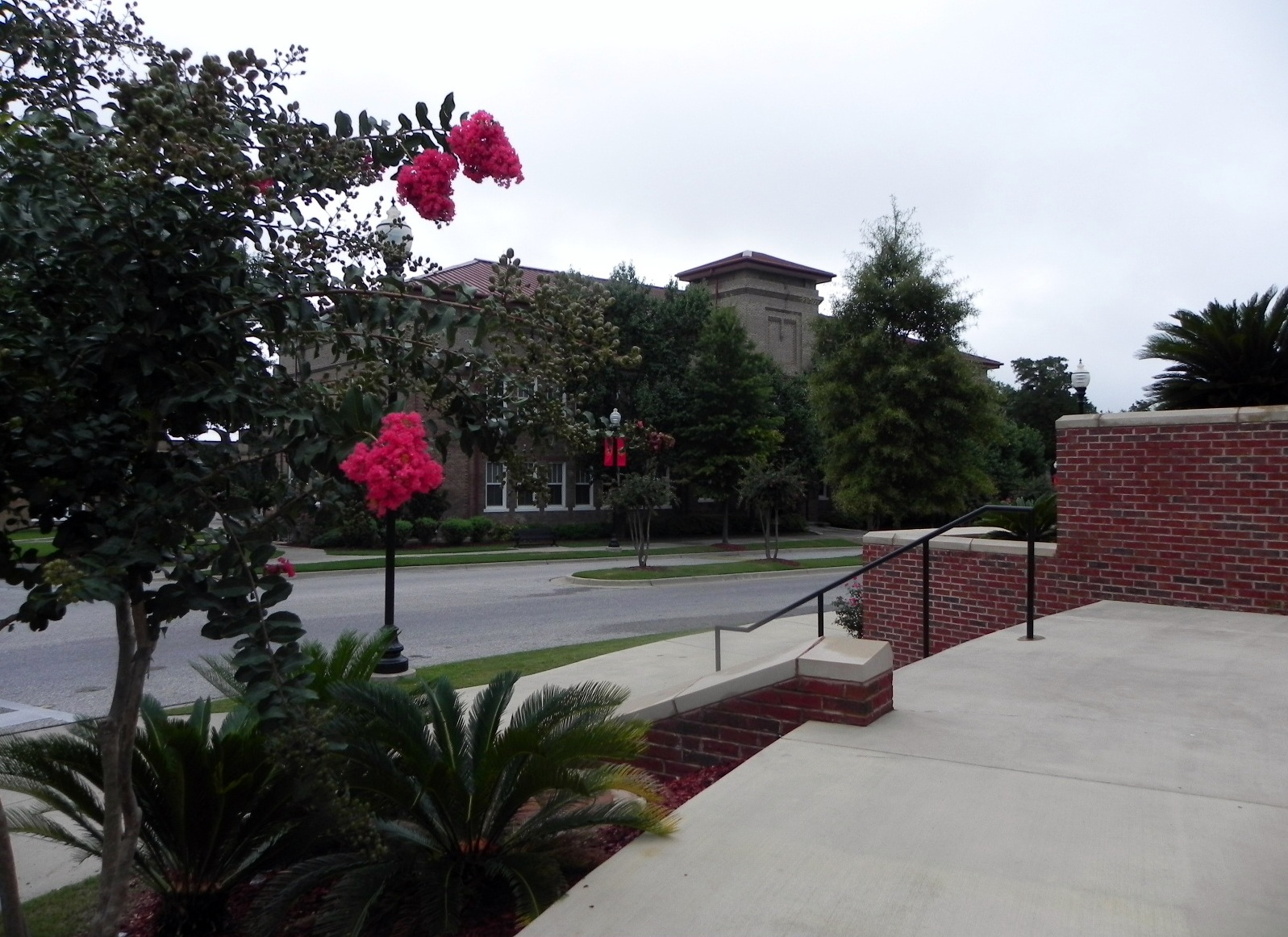
A Escola de Arquitetura e Ciências da Construção Robert R. Taylor abriga um dos dois únicos programas de graduação profissional em arquitetura certificados pelo NAAB no estado do Alabama. Também abriga um dos melhores programas de graduação em Ciências da Construção e Administração do país

O Centro Nacional de Bioética em Pesquisa e Assistência Médica é o primeiro centro de bioética do país dedicado a engajar as ciências, as humanidades, o direito e as denominações religiosas na exploração das principais questões morais subjacentes à pesquisa e ao tratamento médico de afro-americanos e outras pessoas menos favorecidas. O lançamento oficial do Centro ocorreu dois anos após o pedido de desculpas do Presidente Bill Clinton à nação, aos sobreviventes do Syphilis Study, à Universidade Tuskegee e ao Condado de Tuskegee/Macon, Alabama, pelo experimento médico do Serviço de Saúde Pública dos EUA (1932-1972), no qual 399 meeiros afro-americanos pobres - e em sua maioria analfabetos - fizeram parte de um estudo sobre o não tratamento e a história natural da sífilis. O centro abriga o Programa de Honras em Bioética, disponível para alunos de graduação interessados em bioética.